# Historia Będzina
Historia Będzina

## Nazwa
Nazwa „Będzin” pochodzi prawdopodobnie od imienia osobowego Będa lub Będzan, choć legenda mówi, jakoby miano nadał miastu (a przy okazji również i okolicznym miejscowościom) sam Kazimierz III Wielki (według innych wersji Kazimierz I Odnowiciel) wyrażając się podczas lustracji nadprzemszańskiego grodu iż: Tam rosną dąbrowy, tam sosnowy, tutaj będziem My, a tam czeladź nasza.
W swojej historii miasto nazywane też było: Banden, Bandin, Bandzien, Bondin, Bandzen, Bandzin, Bądzin, Bendzin, Bendsburg.

## Kalendarium historyczne
Okres prehistoryczny
- ok. 900−500 p.n.e. – na wzgórzu zamkowym osadnictwo obronne ludności kultury łużyckiej

Średniowiecze
- ok. 1000 – powstanie pierwszego grodu wczesnośredniowiecznego (wielkość ok. 22 m²), z drewnianą warownią i wałami do wysokości 7 metrów.[potrzebny przypis]

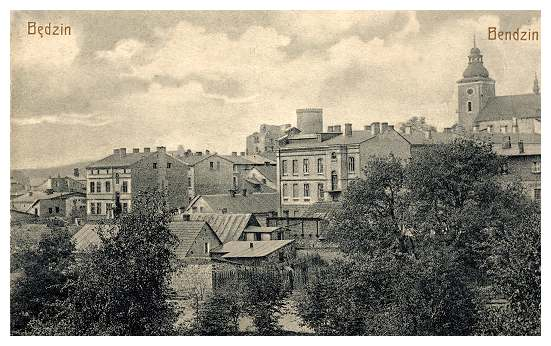
Będzin, widok ogólny (początek XX wieku)

- II połowa XIII w. – wybudowanie przez Bolesława Wstydliwego murowanej wieży na wzgórzu zamkowym[potrzebny przypis].
- 1301 – pierwsza historyczna wzmianka o Będzinie jako wsi z sołtysem Stanisławem na czele[potrzebny przypis].
- 1308 – pierwsza wzmianka o będzińskim plebanie imieniem Goćwin (Godzvin)[potrzebny przypis].
- 1325 – wzmianka o plebanie Macieju[potrzebny przypis].
- 1326 – w mieście istnieje kościół drewniany, będący siedzibą parafii, należącą do dekanatu sławkowskiego; pierwsza wzmianka o Małobądzu i Grodźcu[potrzebny przypis].
- 1327–1355 – kanonikiem w Wiślicy był Jan z Będzina[potrzebny przypis].
- Lata czterdzieste XIV w. – powstanie miasta na prawie polskim (miasto istniało już w 1349 r.)[potrzebny przypis].
- 1349 – wzmianka o pierwszym znanym burgrabim zamku – Wiernku (Vernco)[potrzebny przypis].
- 1358, 5 sierpnia – nadanie przez Kazimierza III Wielkiego dokumentu lokacyjnego na prawie niemieckim (prawo magdeburskie) Będzinowi; pierwszym znanym wójtem był Hinko zwany Ethiopusem[potrzebny przypis].
- z inicjatywy Kazimierza Wielkiego budowa kamiennego zamku i fortyfikacji miejskich[potrzebny przypis]
- 1364 – ukończenie budowy miejskich murów obronnych, które obejmowały powierzchnię ok. 7 ha; do miasta prowadziły dwie bramy: bytomska i sławkowska; miasto posiadało też dwa place handlowe[potrzebny przypis] – Stary Rynek i Rynek Rybny
- 1364 – pobyt na zamku i w mieście cesarza rzymskiego Karola IV Luksemburczyka, jadącego na zjazd monarchów do Krakowa.
- 1365 – umowna data budowy murowanego kościoła parafialnego[potrzebny przypis].
- Początek XV w. – do Będzina przybywają prawdopodobnie pierwsze grupy Żydów[potrzebny przypis].
- 1415–1434 – burgrabią jest sławny Mikołaj Kornicz Siestrzeniec z Małobądza[potrzebny przypis].
- 1424 – Będzin zostaje siedzibą polskich zwolenników husytyzmu[potrzebny przypis].
- 1428 – pierwsze informacje o komorze celnej na Czarnej Przemszy (celnik Piotr Kochan)[potrzebny przypis].
- 1432 – wizyta Władysława II Jagiełły[potrzebny przypis].
- 1434 – zjazd panów polskich i śląskich – ustalono, że obie strony wynagradzać sobie będą szkody wyrządzone przez własnych obywateli; ma czele polskiej delegacji Zbigniew Oleśnicki, śląskiej książęta: Bernard niemodliński, Mikołaj raciborski, Wacław cieszyński i Wacław zatorski[potrzebny przypis].
- 1437 – walki w pobliżu Będzina pomiędzy zwolennikami Kornicza i Oleśnickiego[potrzebny przypis].
- 1443, 30 grudnia – biskup krakowski Zbigniew Oleśnicki odkupuje od Wacława I cieszyńskiego tereny tworzące Księstwo siewierskie; w jego skład wchodzę obecne dzielnice Będzina leżące na zachód od Przemszy (Małobądz, Gzichów, Łagisza, Grodziec)[potrzebny przypis].
- 1446 – podstępne opanowanie, złupienie i spalenie miasta (zamek się bronił) przez oddziały śląskie księcia niemodlińskiego Bernarda; zwrot miasta dopiero dwa lata później[potrzebny przypis].

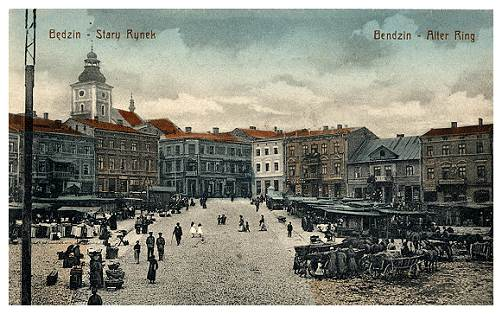
Stary Rynek w Będzinie, stan początek XX w.

- 1448 – dokumentem z 6 lipca Piotr Szafraniec z Pieskowej Skały (zm. 1458), podkomorzy krakowski i rozbójnik, nadaje Będzin swemu bratankowi – Bolesławowi[potrzebny przypis].
- 1450 – obrona miasta i zamku (dowódcą starosta Szczepan Pogórowski z Pogórzyc) przed zbuntowanymi oddziałami zaciężnymi Jana z Wartoszczyna i Władka z Barwałdu[potrzebny przypis].
- 1453 – przywilej Kazimierza Jagiellończyka dla Żydów i zgoda na budowę w Będzinie synagogi[potrzebny przypis].
- 1455 – spalenie Małobądza przez bandę Jurgi Stosa[potrzebny przypis].
- 1457 – opanowanie miasta (zamek ponownie się broni) przez nie opłacane śląskie oddziały zaciężne pod wodzą Kawki i Świeborowskiego (werbowane przez księcia oświęcimskiego Jana); znaczne zniszczenia[potrzebny przypis].
- 1460, 29 stycznia – ugoda z Przemkiem II, księciem oświęcimskim i toszeckim (ustanie walk na pograniczu) – do Będzina zjeżdżają wysłannicy księcia i z rąk Szczepana z Pogórzyc, starosty będzińskiego, otrzymują 1200 zł poprawy w przeprowadzeniu pokoju z bandami Kawki i Świeborowskiego[potrzebny przypis].
- 1464 – Kazimierz IV Jagiellończyk przyznaje prawo posiadania składu solnego[potrzebny przypis].
- 1484 – w celu odbudowy miasta król Kazimierz IV Jagiellończyk wydaje prawo składu soli bałwanowej[potrzebny przypis].

XVI–XVIII wiek
- 1502 – potwierdzenie wszystkich dotychczasowych przywilejów przez Aleksandra Jagiellończyka; zwolnienie mieszkańców z myta i mostowego na cały rok.
- 1506, 19 lutego – dekret króla Aleksandra – zwolnienie mieszkańców z płacenia ceł w całym królestwie na okres jednego roku.
- 1515 – z powodu zarazy morowej umiera ok. połowa ludności miasta.
- 1535 – skargi mieszczan będzińskich na ucisk i krzywdy doznane od dzierżawców królewskich – Myszkowskich.
- poł. XVI w. – Będzin ma 100 domów i 800 mieszkańców.
- 1560 – niepokoje religijne w mieście – zatarg między katolikami a braćmi polskimi pod przewodem Jana Firleja; przejęcie kościoła św. Trójcy przez braci polskich; podczas zamieszek ginie pleban będziński, broniący wejścia kościoła przed innowiercami; katolicy budują nowy drewniany kościół św. Tomasza Kantuaryjskiego (kościół murowany powstał w XIX w.)
- 1564
  - zwrot silnie zdewastowanego kościoła katolikom; odbudowę zakończono dopiero w 1601 r.;
  - najstarsza pisemna wzmianka (lustracja królewska) o Żydzie będzińskim – dzierżawcy szynku (Żydzi osiedlili się zapewne już w średniowieczu).
- 1565 – przywilej Zygmunta Augusta na organizowanie 5 przygranicznych jarmarków rocznie – gospodarcze podniesienie się miasta.
- 1572
  - wykupienie przez mieszczan z rąk dzierżawców wójtostwa (do miasta i zamku należą wsie: Brzozowica, Zagórze, Długoszyn);
  - dokument sądowy potwierdzający istnienie w Będzinie landwójta (Marcin Stypuła), którego posiadały tylko większe miasta.

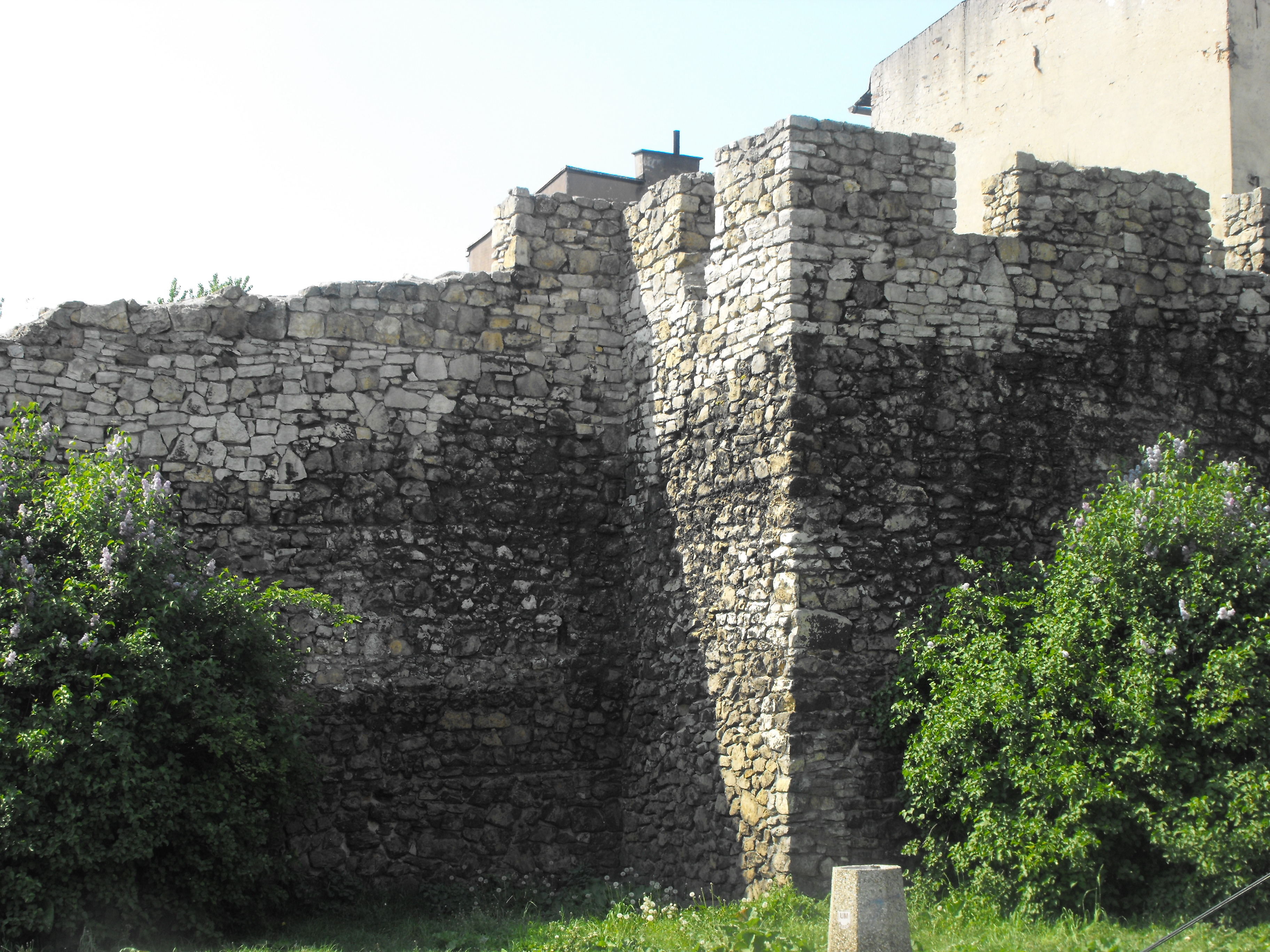
XIV wieczne mury miejskie w Będzinie

- 1574, 14 lutego – niezwykle bogate przyjęcie wjeżdżającego do Polski Henryka Walezego (uczta wydana przez radę miasta i miejscowy patrycjat).
- 1579, 16 grudnia – król Stefan Batory wydaje glejt, zalecający przy pobieraniu danin celnych stosowanie wszelkich ulg przyznanych przez poprzednich władców;.
- 1583 – Stefan Batory nadaje Żydom będzińskim przywilej, na mocy którego mogli oni swobodnie osiedlać się w obrębie murów miejskich i sprzedawać swoje towary na rynku razem z kupcami chrześcijańskimi;
- 1587, 6 października – przejazd przez miasto pułku piechoty wojsk arcyksięcia austriackiego Maksymiliana (wraz z Andrzejem Zborowskim) – kandydata do tronu polskiego; arcyksiążę przyjęty chłodno przez mieszczan wieczorem opuścił Będzin i kolasą udał się pośpiesznie do Krakowa; za nim podążył pułk piechurów.
- 1588, styczeń – po bitwie pod Byczyną hetman koronny Jan Zamoyski więzi przez kilka dni w zamku Maksymiliana Habsburga.
- 1588, sierpień – wielki zjazd i negocjacje w Będzinie oraz w Bytomiu w sprawie rezygnacji Maksymiliana z korony polskiej (ze strony polskiej: kanclerz wielki koronny Jan Zamoyski, marszałek wielki koronny Andrzej Opaliński, biskup kujawski Hieronim Rozdrażewski, wojewoda rawski Jan Gostomski i wojewoda brzesko-litewski Krzysztof Zienowicz). Obrady obserwował, jako neutralny wysłannik papieża, kardynał Hipolit Aldobrandini, późniejszy papież Klemens VIII, który przybył do Będzina 12 stycznia po odprawieniu mszy św. w Bytomiu; zamieszkał w Olkuszu.
- 1589
  - 9 marca – podpisanie paktów bytomsko-będzińskichi;
  - 6 września – przywiezienie do Będzina arcyks. Maksymiliana, skąd w towarzystwie biskupa Wawrzyńca Goślickiego, Mikołaja Zebrzydowskiego i pocztu husarii polskiej odesłany na punkt graniczny, którym był most na Brynicy pod Czeladzią.
- 1592 – reskrypt od króla Zygmunta III dla magistratu będzińskiego, nakazujący bronić miejscowych Żydów od krzywd i napaści oraz polecający przestrzegać praw nadanych będzińskim Żydom.
- 1601 – zakończenie odbudowy kościoła zniszczonego przez arian.
- ok. 1605 – wielki pożar strawił część miasta i zamku (dotychczas podawano rok 1616).
- 1620 – odbudowa zamku staraniem starosty Andrzeja Samuela Dembińskiego, podstolego krakowskiego.
- 1630 – rusza poczta kurierska obsługująca Tarnowskie Góry i Kraków.
- 1643 – burmistrzem miasta jest sławetny Mikołaj Sączewski.
- 1644, 20 sierpnia – przywilej Władysława IV zrównujący kupców żydowskich z chrześcijańskimi.
- 1653 – ks. Wojciech Lipnicki z fundacji Doroty Kąckiej wznosi na Wzgórzu Przemienienia Pańskiego pod Grodźcem kościółek św. Doroty.
- 1655 – najazd szwedzki – zniszczenie i doszczętne zrabowanie miasta przez wojska szwedzkie Hartfelda, Montecuculliego i Sporka. 16 października w Krakowie kapitulują wojska hetmana Stefana Czarneckiego i w związku z tym dragonia polska dowodzona przez Krzysztofa Wąsowicza przeszła do Będzina, gdzie miała zdecydować się na porzucenie służby w wojsku królewskim; Czarniecki oraz Wąsowicz zbiegli na Górny Śląsk, do króla Jana Kazimierza; część dragonii przeszła na służbę króla szwedzkiego i spod Będzina pociągnęła pod Częstochowę, gdzie zasiliła wojska gen. Burchardta Mullera.
- 1660 – lustracja potwierdza spadek liczby rzemieślników; odbudowa miasta i zamku.
- 1666 – Izrael Samuelowicz z Będzina jednym z 22 członków tzw. Sejmu Żydowskiego (Wielki Waad) (zlikw. 1764).
- 1673 – z powodu upadku gospodarczego po wojnach szwedzkich miasto liczy tylko 346 mieszkańców i 40 domów.
- 1683 – 19 lub 20 sierpnia – według tradycji odbudowany zamek gości króla Jana III Sobieskiego wraz z żoną Marysieńką i wojskami zmierzającymi na odsiecz Wiednia (niektórzy historycy kwestionują pobyt króla na zamku).

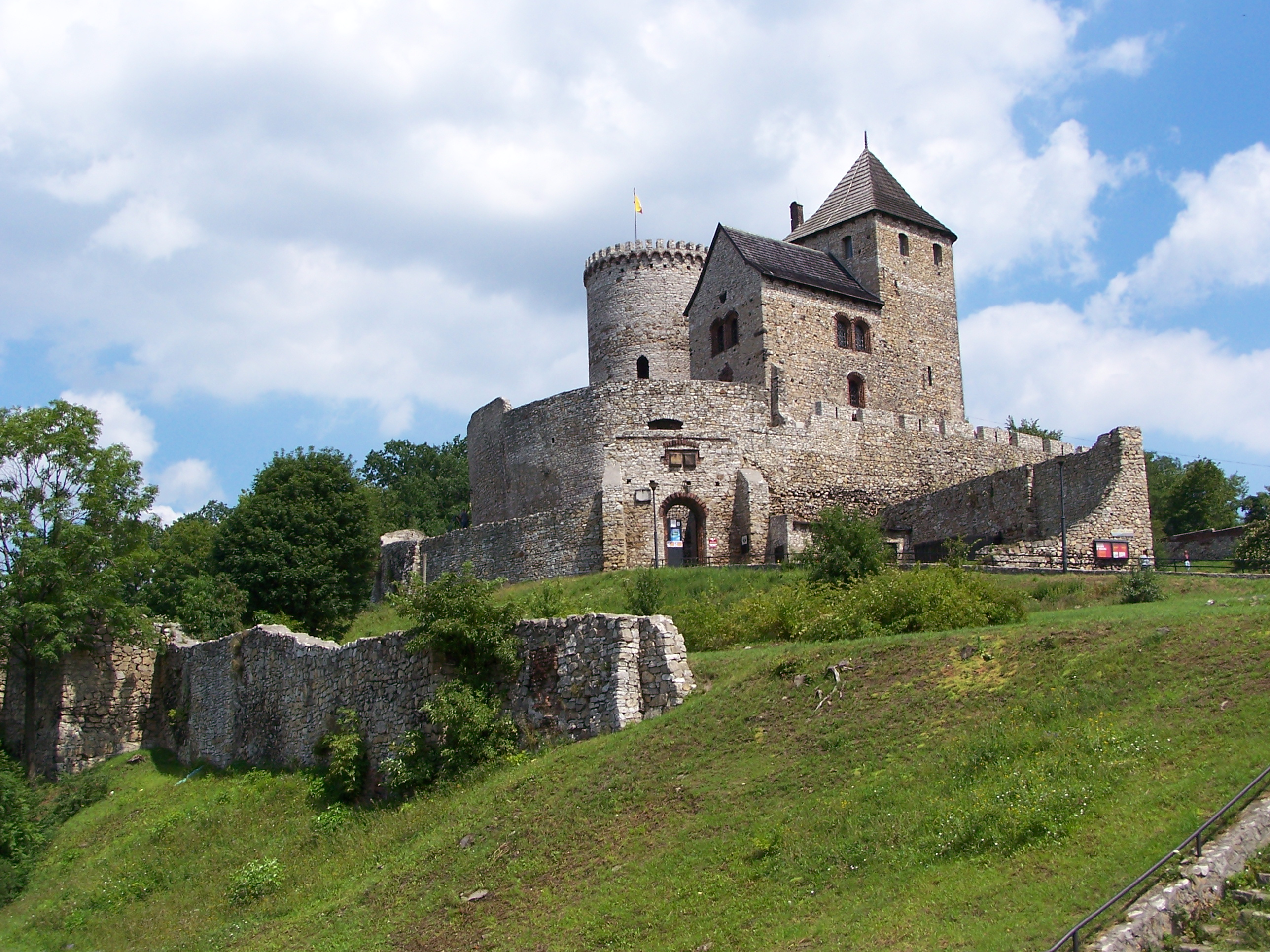
Zamek w Będzinie

- 1696, 15 września – wizyta Augusta II Mocnego.
- 1726-1744 – budowa kościoła parafialnego w Grodźcu (konsekracja 29 IV 1744).
- 1736 – ogromna powódź w Małobądzu wywołana ulewnymi deszczami, trwającymi bez przerwy przez 73 dni.
- 1739 – dekret Augusta III zabraniający osiedlania się Żydom w okolicach Będzina – część rodzin żydowskich opuszcza miasto.
- 1741 – powstaje urząd pocztowy, rozszerzony w 1796 r. o 8 listonoszów.
- 1754–1757 – formalna (przegrana) walka mieszczan będzińskich z siłami starościańskimi (Mieroszewscy) o grunta tzw. Radochy, gdzie utworzono wioskę pańszczyźnianą starostów będzińskich (Stara Dąbrowa); w 1785 na gruntach tych odkryto węgiel kamienny, co przyczyniło się do rozwoju nowej osady, z której wyrosła Dąbrowa Górnicza.
- 1775 – likwidacja starostw – ustawą sejmu dobra będzińskie otrzymał w dzierżawę na 50 lat, na podstawie licytacji Stanisław Mieroszewski, ostatni starosta będziński; zamek zaczyna popadać w ruinę.
- 1787 – Będzin liczy 978 mieszkańców, w tym 250 Żydów.
- 1789
  - 9 września – ostatnia lustracja miasta dokonana przez burmistrza Marcina Jendralskiego w obecności lustratorów (Chwalibog, Otfinowski i Starski);
  - według „Lustracji” miasto liczy 632 mieszkańców (w tym 227 Żydów); w 1791 r. – 652 osoby w 166 domach.
- 1790 – w wyniku likwidacji Księstwa Siewierskiego Grodziec i Gzichów wchodzą w skład Korony.
- 1793 – ks. Leopold Dobrzński funduje przy kościele parafialnym kaplicę Serca Jezusowego.

Okres niewoli narodowej (zaborów) (1795–1918)
- 1795–1807 – Będzin znajduje się pod zaborem pruskim (powiat siewierski, nowo utworzona prowincja Nowy Śląsk w Królestwie Prus); zamek i dobra grodzkie przejmują Hohenzollernowie.
- 1795 – według spisu ludności diecezji krakowskiej Będzin liczy 978 mieszkańców (w tym 250 Żydów), Grodziec – 480, Łagisza – 270, Małobądz – 202.
- 1796 – według spisu pruskiego w mieście jest 146 domów.
- 1797 – wizyta króla Stanisława Augusta Poniatowskiego.

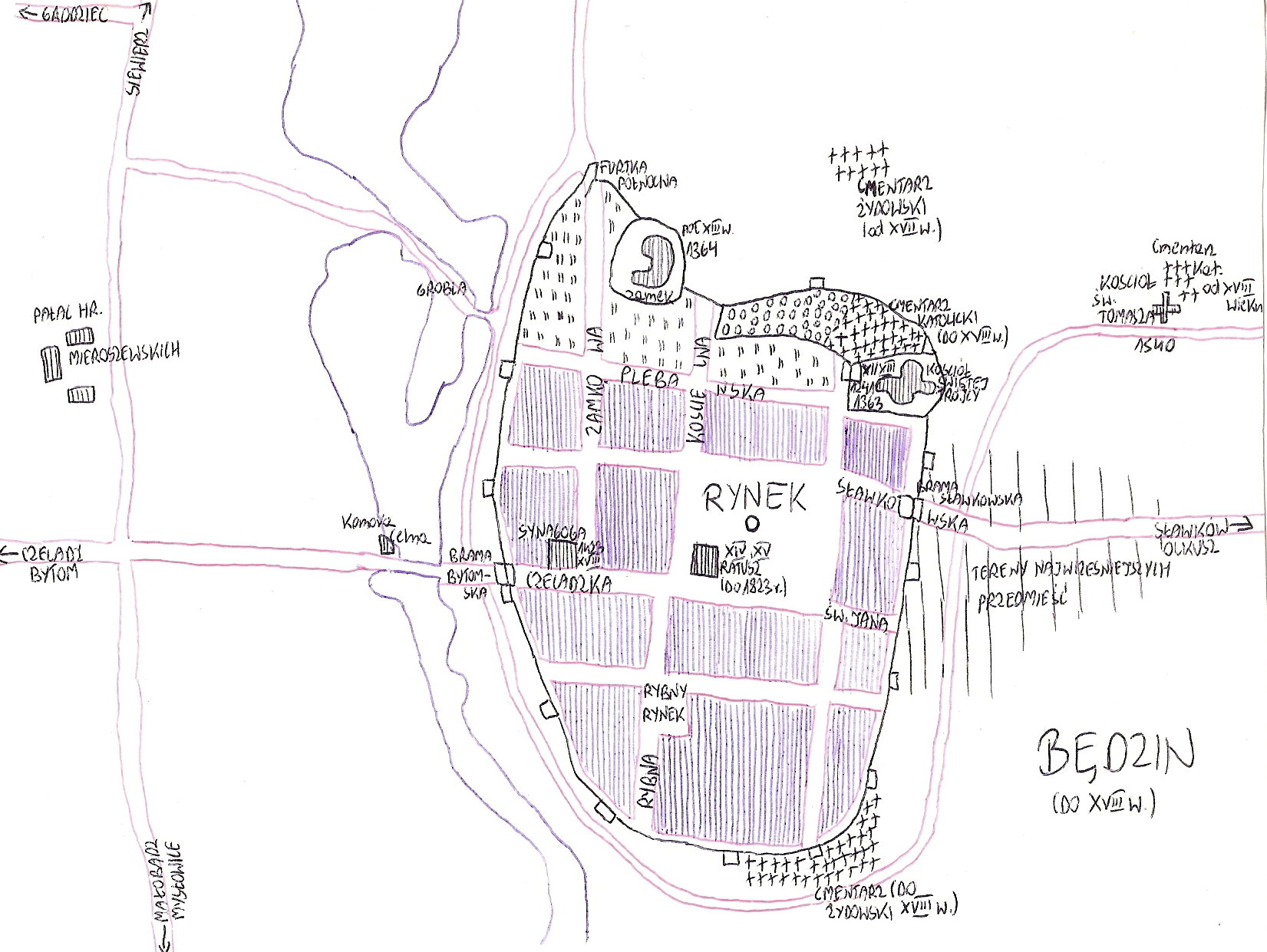
Wygląd Będzina do końca XVIII wieku

- 1801, 5 kwietnia – parafia będzińska w dekanacie siewierskim przechodzi z diecezji krakowskiej do wrocławskiej; rozbudowywanie cmentarza przy kaplicy św. Tomasza..
- 1802
  - Hohenzollernowie oddają zamek wraz z majątkiem ziemskim w wieczystą dzierżawę 87 mieszczanom będzińskim za 983 talary;
  - 19 lipca – Jan Gęborski staje się właścicielem (wieczna dzierżawa) Góry Zamkowej (5 mórg); reperuje też ściany zamku i murów (kosztem 181 rubli), a wzgórze obsadza drzewami (dały początek parkowi Zamkowemu); pojawiają się poszukiwacze skarbów.
- 1805
  - pierwsze odkrycia archeologiczne na Górze św. Doroty i stwierdzenie istnienia grodu obronnego z okresu halsztackiego (650–400 lat p.n.e.);
  - Będzin liczy 1698 mieszkańców, stanowiąc trzecie pod względem wielkości miasto Nowego Śląska (po Pilicy i Żarkach).
- 1807
  - 2 maja – odradzają się samorządowe władze miejskie z burmistrzem Józefem Gęborskim (cechmistrz) (oficjalnie mianowany przez króla Fryderyka Augusta 19 września 1808), który poprawia złą sytuację gospodarczą miasta;
  - 9 lipca – utworzenie Księstwa Warszawskiego, jednak bez tzw. Nowego Śląska z Będzinem; włączenie jeszcze tego samego roku do Księstwa i do departamentu kaliskiego powiatu lelowsko-siewierskiego (z Będzinem).
- 1808, 12 grudnia – Będzin przechodzi z nowego powiatu lelowsko-siewierskiego do powiatu pileckiego; liczy 1203 mieszkańców, w tym 453 Żydów (38% ogółu).
- 1809
  - burmistrzem zostaje ponownie Jan Gęborski, w 1810 r. (1 czerwca) – Mikołaj Bronicki (do 1822);
  - miasto zajmują wojska austriackie.
- 1810, 17 kwietnia – formalne wyłączenie powiatu pileckiego z Będzinem z departamentu kaliskiego i przeniesienie go do departamentu krakowskiego.
- 1813
  - zrabowanie miasta przez wojska rosyjskie (podążające za Napoleonem), które eskortowały transport amunicji (100 wozów);
  - przeniesienie Będzina do powiatu olkuskiego w departamencie krakowskim.
- 1815, 20 czerwca – Będzin w ramach imperium rosyjskiego; w wyniku utworzenia Królestwa Polskiego miasto wchodzi w skład obwodu i powiatu olkuskiego i gminy olkusko-siewierskiej z siedzibą w Dąbrowie (woj. krakowskie).
- 1817 – powołanie przez księdza Stanisława Staszica „Korpusu Górniczego”, zrzeszającego wyszkolonych górników i hutników; wybudowanie dla nich kolonii górniczej Ksawery.
- 1818, 15 kwietnia – likwidacja samorządów miejskich i wojewódzkich; Będzin staje się „Miastem Narodowym”.
- 1820 – miasto ma 1973 mieszkańców, w tym 973 Żydów (prawie połowa).
- 1822
  - 28 września – burmistrzem zostaje Antoni Trzciński (przeniesiony w 1835 r. na stanowisko burmistrza Sławkowa);
  - uruchomienie małej kopalni węgla „Gzichów” i kopalni galmanu.
- 1823
  - uruchomienie przez Maurycego Kosowskiego na zachodnim stoku góry (potocznie nazywanej przez mieszkańców „Dorotką”) kopalni „Barbara”, pracującej do 1894;
  - miasto liczy 2254 mieszkańców oraz 260 domów (w tym 3 murowane oprócz zamku i kościoła: dom wójtowski, ratusz i młyn); pierwsze zabudowania wzdłuż ulic Modrzejowskiej i Sławkowskiej (ob. al. Kołłątaja)
  - sporządzenie przez geometrę przysięgłego w Królestwie Polskim, M. Potockiego, pierwszego planu miasta (Plan Miasta Narodowego Będzina w Województwie Krakowskim Powiecie Olkuskim).
- 1824
  - komisarz obwodu olkuskiego Lauzański wydaje nakaz (wstrzymany w 1827 r.) rozebrania niszczejącego zamku do fundamentów; mieszkańcy jednak nie śpieszą się z wykonaniem nakazu, który 2 lata później został wycofany;
  - po śmierci Ludwiki Mieroszewskiej dobra gzichowskie przechodzą w ręce jej męża – Wincentego Siemieńskiego herbu Leszczyc.
- 1824–1825 – budowa pierwszej w Będzinie kopalni węgla „Ksawery” (w 1827 r. zatrudniała 150 osób, a rok później 250).
- 1825 – komisarz obwodu olkuskiego Lauzański z powodu zagrożenia życia wydaje polecenie zburzenia zamku do fundamentów; rozbiórka Bramy Sławkowskiej.
- 1826 – uruchomienie na Warpiu (z udziałem F.H. Girarda) pierwszej cynkowni „Ksawery” (od 1928 „Pod Będzinem”) (według projektu Pusha i Schumana) o 20 piecach i 250 muflach.
- 1827
  - powstanie drugiej huty cynku (czynna do końca XIX w.) jako własność Towarzystwa Akcyjnego Francusko-Rosyjskiego (obie huty zwane są „pod Będzinem”).
  - burmistrz A. Trzciński otrzymuje zawiadomienie z Warszawy o wstrzymaniu prac rozbiórkowych zamku (5 marca 1827 r. wydano nakaz rejestracji wszystkich zabytków); w celu dopilnowania sprawy na lustrację do Będzina wydelegowano burmistrza Siewierza – Kobylińskiego;
  - miasto liczy 2254 mieszkańców (w tym 527 Żydów).
- 1828 – burmistrz występuje do władz województwa krakowskiego o zwrot folwarku Wańczyków, znajdującego się w dziedzictwie Józefa Mieroszewskiego; decyzją z 19 marca petycja została odrzucona.

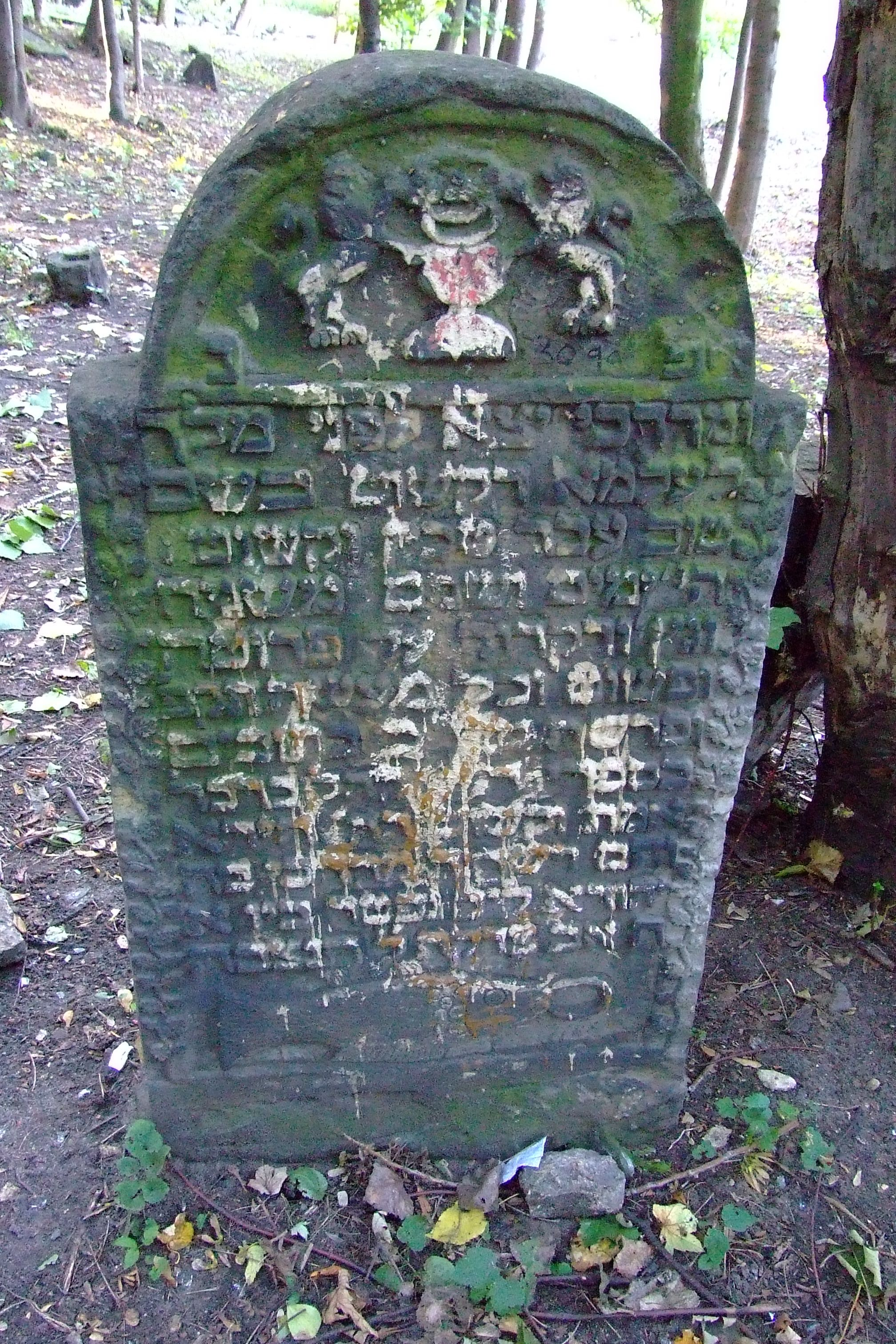
Macewa z cmentarza żydowskiego w Będzinie

- 1831 – epidemia cholery, założenie cmentarza żydowskiego na stoku Góry Zamkowej (ul. Podzamcze).
- 1832 – Józef Patrycjusz Cieszkowski, naczelny zawiadowca kopalń rządowych Okręgu Zachodniego, zakłada kopalnię „Ksawery”.
- 1833-1834 – częściowa odbudowa zamku na potrzeby szkoły górniczej nakładem Edwarda hr. Raczyńskiego (1786-1845) (komisarza Banku Polskiego), według projektu włoskiego architekta Franciszka Marii Lanciego z Krakowa (1799-1875); w 1838 przeznaczony na salę modlitw dla kilkudziesięciu górników sprowadzonych do Dąbrowy z Saksonii; następnie urządzono tu kaplicę ewangelicką, a w końcu szpital.
- 1835
  - 20 marca (1 IV starego stylu) na burmistrza powołano Jana Roszkowskiego (do 1861);
  - wystawienie w Małobądzu istniejącej do dziś kapliczki.
- 1836
  - 23 maja – katastrofa górnicza w kopalni „Reden”;
  - 28 maja – pogrzeb na cmentarzu parafialnym trzech górników, którzy 25 maja zginęli w kopalni „Reden” pod Dąbrową: braci Wojciecha i Franciszka Boreckich oraz Ignacego Prochackiego (zachował się zabytkowy grobowiec ufundowany przez społeczność górniczą Dąbrowy, obecnie odrestaurowany;
- 1837, 1 marca – województwa zamieniono na gubernie (Będzin w gub. krakowskiej ze stolicą w Kielcach).
- 1838 – miasto liczy 2480 obywateli.
- 1840 – urządzenie w zamku kaplicy ewangelickiej, w której odprawiono pierwsze nabożeństwo ewangelickie na terenie Zagłębia Dąbrowskiego.
- 1841, 15 czerwca – przemianowanie guberni krakowskiej na kielecką (ukaz carski).
- 1842, 11 października – przemianowanie obwodów na powiaty (ujezdy), a powiatów na okręgi (okrugi).
- 1843 – zmarł sławny rabin – patriota polski Jakub Natan, pochowany na Podzamczu.
- 1845, 1 stycznia – nowy podział administracyjny w Królestwie Polskim – Będzin przechodzi z guberni kieleckiej do radomskiej.
- 1846 – Będzin liczy 3968 mieszkańców.
- 1848 – miasto zamieszkuje 2169 Żydów (54% ludności).
- 1849 – zamek ponownie obraca się w ruinę z powodu braku funduszy na jego zabezpieczenie.
- 1851–1856 – budowa u podnóża zamku nowej drewnianej synagogi (zastąpioną w 1881 murowaną).
- 1852 – Będzin liczy 3334 mieszkańców, w tym 2231 Żydów (67%), wieś Gzichów 347 mieszkańców (11 Żydów) i 43 domy, wieś Małobądz – 277 mieszkańców i 35 mizernych chałup, kolonia Ksawera – 613 mieszkańców i 116 domów.
- 1857
  - miasto ma 4082 mieszkańców, w 1858 – 4160, a w 1863 – 5347.
  - uruchomienie w Grodźcu pierwszej w Polsce (piątej na świecie) cementowni, pracującej do 1979 r.
- 1858
  - Dyrekcja Towarzystwa Drogi Żelaznej Warszawsko-Wiedeńskiej wykupuje grunty pod budowę linii kolejowej z Ząbkowic do Sosnowca; budowa głębokiego przekopu (25 stóp) od strony Dąbrowy dla linii kolejowej;
  - Będzin ma 4140 mieszkańców i 361 domów (w tym 120 murowanych).
- 1859
  - 24 lipca – otwarcie linii kolejowej; przez Będzin rusza kolej jako odnoga z Ząbkowic na Śląsk Kolei Warszawsko-Wiedeńskiej;
  - 24 sierpnia przejeżdża pierwszy pociąg; uruchomienie przystanku technicznego; później – budowa dwóch stacji: murowanej Nowy Będzin oraz drewnianej Stary Będzin (ob. Będzin – Miasto).
- ok. 1860 – otwarto pierwszą szkołę publiczną i dwa hotele: „Europejski” i „Monopol”.
- po 1860
  - w wyniku rozwoju przemysłu sprowadzanie robotników z innych części Królestwa Polskiego;
  - założenie szkoły dla dzieci katolickich.
- 1861
  - w Małobądzu powstaje fabryka olejów i tłuszczów roślinnych J.D.Potoka;
  - 14 marca – powołanie ukazem carskim rad miejskich; Rządowe Miasto Będzin zaliczono do miast trzeciej kategorii (pod względem rocznego dochodu); 1 czerwca burmistrzem zostaje Walenty Czarnkowski (przybył do miasta 10 czerwca) (do 1864).
- 1863
  - luty – opanowanie miasta na kilka dni przez siły powstańcze (Cieszkowski i Kunowski); na miejscu potyczki i śmierci kilku powstańców koło dworca kolejowego wzniesiono później figurę Matki Bożej (M. Kantor – Mirski podaje datę 5 maja 1864).
- 1864
  - 1 grudnia – na mocy decyzji Rządu Gubernialnego Radomskiego z 9 XI 1864 r. burmistrzem zostaje Teofil Hamulecki (poprzednio m.in. burmistrz Sławkowa i Nowej Słupi i Siewierza).
- 1865
  - uruchomienie kopalni „Nowej” – późniejszej kopalni „Paryż”;
  - w Starej Łagiszy powstaje pierwsza szkoła rządowa (carska) z nauczycielem Wawrzyńcem Strzemińskim.
- 1866-1880 – Gzichów siedzibą władz gminy i wójta.
- 1867 – powstaje powiat będziński w guberni piotrkowskiej (miasto Będzin i 18 gmin).
- 1871 – Będzin staje się siedzibą dekanatu diecezji kieleckiej.
- 1872 – założono męską i żeńską szkołę dla dzieci żydowskich.
- 1873-1889 – kolejna przebudowa i rozbudowa kościoła parafialnego św. Trójcy.
- 1874
  - Dawid Sercarz z pomocą braci: Izydora i Maurycego uruchamia przy ul. Czeladzkiej 14 browar parowy i słodownię.
- 1875
  - 18 marca – decyzja Dyrekcji Warszawsko-Wiedeńskiej Żelaznej Drogi o budowie w Będzinie stacji kolejowej (Będzin, później Stary Będzin, ob. Będzin Miasto).
  - uruchomienie szybu „Koszelew”.
- 1878
  - uroczyste otwarcie Szpitala Aleksandyjskiego (św. Aleksandra) na ponad 40 łóżek przy ul. Słowiańskiej 14 (ob. Małachowskiego);
  - W. Potok buduje w Małobądzu młyn parowo-wodny.
- 1880 – miasto liczy 6090 ludności, w tym 4687 Żydów (77% mieszkańców).
- 1881 – wybudowanie murowanej synagogi na miejscu drewnianej z 1856 roku (spalona 9/10 września 1939 r. przez Niemców).
- 1889 – Będzin staje się miejscem stacjonowania (do wybuchu wojny) 14 Dońskiego Pułku Kozaków, dla którego na Warpiu wzniesiono obszerne koszary „jekaterińskie”.
- 1890
  - na Ksawerze powstaje pierwszy dwuklatkowy budynek nowego osiedla dla robotników Towarzystwa Francusko-Włoskiego Dąbrowskich Kopalń Węgla;
  - budowa na Warpiu przy ul. 1 Maja przez Towarzystwo Francusko-Włoskie osiedla 10 domków;
  - (lub 1886) przy ul. Słowiańskiej 25 (Młachowskiego) powstaje browar parowy braci Berka i Wolfa Hercygierów.
- 1892 i 1895
  - w hucie cynku pierwsze wystąpienia robotników będzińskich przeciw wyzyskowi.
- 1894
  - budowa na Ksawerze (ul. 15 Grudnia 3, 4, 5, 6, 8 i 9) jednokondygnacyjnych, pięcioklatkowych budynków robotniczych;
- 1895
  - powstaje Odlewnia Żeliwa Augusta Stryszowskiego i Kazimierza Kapuścika;
  - strajki w będzińskich zakładach pracy, starcia z policją.
- 1896
  - 1 stycznia – w Będzinie urodził się Chaim Dawid Mangiel, ojciec Marcela Marceau, światowej sławy mima francuskiego; w wieku 16 lat wyemigrował do Francji.
- 1898
  - przy ul. Sieleckiej 27 powstaje Będzińska Walcownia Blachy Cynkowej, późniejsza Huta „Będzin”;
  - pod Małobądzem (nr 563) powstaje Parowa Fabryka Mineralnych Farb Tobiasz Inwald i Synowie (od 1910 Bracia Inwald i A. Sercarz);
  - Jan Meyerhold i Maurycy Margulies zakładają przy ul. Modrzejowskiej 56 parową fabrykę lin drucianych;
  - ok. 1898-1900 – przemysłowiec sosnowiecki, Henryk Dietel buduje za zezwoleniem cara Mikołaja II na własny koszt (w pobliżu stacji Stary Będzin) koszary kozackie dla 14. Pułku Kozaków Dońskich.
- 1899
  - 7 czerwca – Grodzieckie Towarzystwo Kopalń Węgla i Zakładów Przemysłowych uruchamia kopalnię „Grodziec II” (później KWK „Grodziec”);
- 1900
  - budowa wzdłuż torów kolejowych drogi dojazdowej do koszar (ul. Sienkiewicza);
  - bracia Laskier zakładają browar parowy i słodownię;
  - powstaje duży młyn wodny Ilji Izaka Winera.
- 1901
  - Będzin ma już 30 124 mieszkańców; szybki wzrost liczby mieszkańców w kolejnych latach: w 1902 – 31 654, 1904 – 35 320, 1905 – 36 112, 1906 – 38 870, 1908 – 42 381, 1909 – 46 791
  - wyłączenie Dąbrowy z parafii będzińskiej;
  - powstaje Towarzystwo Dobroczynności Wyznania Mojżeszowego.
- 1902
  - styczeń – utworzenie 7-klasowej męskiej szkoły handlowej Zgromadzenia Kupców przy ul. Sławkowskiej 37 (ob. I LO im. M. Kopernika) na mocy zgoda Ministerstwa Finansów z dnia 15 lipca 1901 r.;
  - przy ul. Słowiańskiej 29 powstaje młyn parowy „Imperiał” Szenberga i Urbacha.
- 1903
  - w Będzinie i najbliższej okolicy pracują 3 huty, 3 kopalnie węgla kamiennego, 7 większych fabryk, 3 młyny parowe, 2 wodne, 2 browary, 2 tartaki, 8 cegielni i 506 placówek handlowych.
- 1905
  - przekształcenie Szkoły Handlowej w szkołę prywatną z polskim językiem wykładowym;
  - powstaje organizacja sportowa Polskie Towarzystwo Gimnastyczne „Sokół”.
- 1905–1907
  - Rewolucja 1905 roku – liczne strajki i potężne demonstracje proletariackie.
- 1906
  - na Ksawerze przy ul. Żwirki i Wigury oraz ul. Pełki powstaje osiedle mieszkaniowe z domami dwupiętrowymi (dwuklatkowymi).
  - powstaje fabryka bieli cynkowej i huta cynku „Leontyna” B. i J. Inwaldów.
- 1908
  - Albert Bończyk i Emil Wocki uruchamiają przy ul. Modrzejowskiej młyn parowy;
  - powołanie Straży Ogniowej Ochotniczej;
  - dr W. Wierzbowski zakłada wypożyczalnię i czytelnię książek przy ul. Sławkowskiej 27.
- 1909
  - wieś Niepiekło oraz kolonie: Huty Cynkowe, Ksawera i Koszelew wchodzą w skład nowo utworzonej gminy Dąbrowa Górnicza;
- 1910
  - powstają zakłady bieli cynkowej Huta Feniks S.A.;
  - uruchomienie największej w Łagiszy kopalni węgla „Alma” (później „Mars”, włączona następnie do kopalni „Paryż”);
  - miasto liczy 50 500 mieszkańców.
- 1911
  - pod Małobądzem Herman Norblin, Maurycy Sercarz i Salomon Potok zakładają Parową Fabrykę Lin Drucianych i Konopnych (działała do 1922);
  - przy drodze Wolskiej (Warpie) powstaje cegielnia Józefa Widery;
  - wybudowanie przez koncesjonariusza (koncesja na 16 lat), Gustawa Weinziehera, rzeźni miejskiej przy ul. Jasnej;
  - browar Sercarzy zostaje przekształcony w Towarzystwo Akcyjne Browaru Parowego Będzin i otrzymuje nazwę „Gambrinus” S.A.
- 1912
  - 1 stycznia – miasto liczy 53 358 mieszkańców na powierzchni 2500 mórg (ok. 1250 ha);
- 1913
  - Towarzystwo Dąbrowskich Kopalń Węgla buduje na Koszelewie kolonię 22 domów dla robotników;
  - 12 grudnia – zmarł sławny rabin będziński, uczony Baruch Graubart (ur. 1893).
- 1914
  - koniec lipca – Rosjanie opuszczają swoje urzędy;
  - na czele tymczasowego zarządu cywilnego stanął landrat Wellenkamp;
  - spadek liczby mieszkańców (do 36 010, w tym 20 157 Żydów) w związku z zagrożeniem wojennym;
  - 14 sierpnia – wkroczenie Niemców do Zagłębia i umiejscowienie ośrodka zarządzania w Będzinie;
  - zamknięcie większości zakładów przemysłowych; wielki głód w mieście;
  - wprowadzenie elektrycznego oświetlenia ulic i placów;
  - 1 listopada – 1 lutego 1915 – okupacja austriacka.
- 1915
  - styczeń – podzielenie terytorium Zagłębia granicą między dwiema strefami okupacyjnymi: austriacką (Dąbrowa, Zagórze, Zawiercie) i niemiecką (Będzin, Sosnowiec, Czeladź);
  - 1 lutego – wyznaczenie siedziby niemieckiego landrata (Conrad) na powiat będziński w Sosnowcu;
  - 1 lipca – Będzin na mocy ordynacji miejskiej uzyskuje samorząd z przewodniczącym rady miejskiej, Stefanem Warchołem (pierwsze posiedzenie 28 października); I burmistrzem zostaje dr E. Schröter, a II – Edward Rypp;
  - przyłączenie do „obwodu miasta” przez niemieckiego okupanta Małobądza i Gzichowa z Brzozowicą (nadal jako odrębne sołectwa).
- 1916
  - 18 sierpnia – rozporządzeniem naczelnego wodza armii austro-węgierskiej, która okupowała tereny zajęte na Rosji jako tzw. Generalne Gubernatorstwo Wojskowe kolonie: Ksawera wiejska, Ksawera miejska, Koszelew, Warpie i Cynkowe Huty oraz Mydlice, Reden, Huta Bankowa wchodzą w skład nowo utworzonego miasta Dąbrowa Górnicza, tworzonego ze wsi Stara Dąbrowa i Niepiekła; liczba ludności Będzina spada do 25 131 osób (17 290 Żydów – 69% ludności);
  - uruchomienie w Małobądzu dużej elektrowni (od 1922 r. Okręgowa Elektrownia Zagłębia Dąbrowskiego) (obecnie Elektrociepłownia „Będzin”), budowanej od 1913 r.
  - oddanie do użytku towarowej linii kolejowej Ząbkowice – kopalnia „Jowisz” w Wojkowicach przez Łagiszę (stacja) i Grodziec (przedłużenie do Brzezin Śląskich w 1942 r.);
  - gminy żydowskie: będzińska i czeladzka zakładają pod Czeladzią (ul. Czeladzka, ob. ul. Będzińska w Czeladzi) wspólny cmentarz żydowski;
  - listopad – na mocy tzw. Aktu 5 listopada cesarzy: Franciszka Józefa i Wilhelma II, powstaje Królestwo Polskie, w skład którego wchodzi Będzin;
  - epidemia dyzenterii.
- 1917
  - luty – utworzono Uniwersytet Ludowy im. T. Kościuszki, kierowany przez dyr. szkoły realnej – Winklera
  - 12–13 lutego – pierwsze w ramach Królestwa Polskiego wybory do Rady Miejskiej (głosowało 639 osób); w wyniku bojkotu wyborów przez Polaków wszyscy z 23 radnych byli Żydami z dr filozofii, Gustawem Weinzieherem na czele;
  - czerwiec – zamknięcie ruchu na stacji kolejowej Będzin Stary na rzecz stacji Nowy Będzin, odległej o 2 wiorsty od miasta;
  - burmistrzem miasta zostaje ewangelik, Edward Rypp (Ripp), dotychczasowy II burmistrz;
  - sołtysem Małobądza zostaje Piotr Gawin, Gzichowa – J. Pruszowski;
  - otwarcie Żydowskiego Gimnazjum Męskiego „Jawne” (Jabne) pod kierownictwem Noacha Brauna (ul. Kołłątaja);
  - powstaje klub sportowy „Sarmacja”;
  - przemianowanie stacji kolejowej „Będzin Towarowy” na „Będzin Nowy” (ob. Będzin);
  - 22 grudnia – miasto nabywa koszary wojskowe.

Polska niepodległa (lata międzywojnne 1918–1939)
- 1918
  - 1 października – trzytygodniowy strajk powszechny w Zagłębiu;
  - 11 listopada – Będzin w niepodległej Polsce; liczba ludności spada do 30 259 osób;
  - 12 listopada – samorozwiązanie się żydowskiej rady miejskiej;
  - 14 listopada – wiec ludności chrześcijańskiej, powołujący drogą aklamacji 8 Polaków do nowej rady miejskiej; potem dokooptowano 7 Żydów;
  - utworzenie jednowioskowej gminy Grodziec w powiecie będzińskim.
- 1919
  - 27 stycznia – rozkaz dzienny o utworzeniu 11. Pułku Piechoty Ziemi Będzińskiej (bataliony: „Będzin” i „Dąbrowa Górnicza”) pod dowództwem ppłka. Witolda Rylskiego (od 1919 r. – ppłka. Edwarda Reymana);
  - 7 lutego – na mocy dekretu o samorządzie miejskim z 4 II 1919 r. Będzin staje się miastem wydzielonym z powiatu;
  - 9 marca – w wyniku wyborów do Rady Miejskiej w liczbie 26. radnych, weszło aż 21 radnych pochodzenia żydowskiego; przewodniczącym miasta zostaje ponownie wybrany Gustaw Weinzieher (do pocz. 1921);
  - z inicjatywy inż. Stefana Warchoła (prezes do 1924), Jana Gęborskiego, farmaceuty Benedykta Misiórskiego oraz pisarza hipotecznego, Romualda Wyszatyckiego powstaje Towarzystwo Opieki na Górą Zamkową; statut zatwierdza wojewoda kielecki 18 XI 1927 r.; Jan Gęborski odstępuje Towarzystwu park i zamek w celu jego odbudowy (do wybuchu wojny Towarzystwo zebrało 100 tys. złotych);
  - po przerwie wojennej produkcję wznawia Będzińska Walcownia Cynku.
- 1920
  - 1 maja – centralna zagłębiowska manifestacja robotnicza.
- 1921
  - przewodniczącym Rady Miejskiej zostaje Stefan Zdzitowiecki;
  - otwarcie szkoły powszechnej (od 1925 r. nr 1) w Małobądzu;
  - Urząd Skarbowy przeniósł się do Sosnowca (do 1925);
  - 30 września – pierwszy powszechny spis ludności wykazuje 27 855 mieszkańców (spadek o 21 tys. w porównaniu z 1910 r.).
- 1922
  - 5 kwietnia – powołanie spółki z o.o. Towarzystwo Tramwajów Elektrycznych w Zagłębiu Dąbrowskim z siedzibą w Będzinie (od 1923 w Sosnowcu);
  - 5 listopada – do Sejmu RP I kadencji wybrany został ponownie na 5 lat dr Salomon Weinzieher (1869-1943) (jako niezależny);
  - 12 grudnia – utworzenie Komitetu Rozbudowy miasta z prezydentem na czele.
- 1923
  - 5 maja – zmieniono granice między Będzinem i Łagiszą a Dąbrową: Ksawerę, Huty Cynkowe, Warpie, część Mydlic i kopalnię Koszelew (z ludnością ponad 10 tys.) włączono ponownie do Będzina (Dąbrowa Górnicza otrzymała Dębniki, Korzeniec i kopalnię „Jan” oraz fragment kolonii Zielona z 5 domostwami, który wyłączono z Będzina) (Rozporządzenie Rady Ministrów z 20 kwietnia 1923); obszar miasta wzrósł do 16 km²;
  - przekształcenie przez Antoninę Oppenheim i Stanisława Sibermana z Warszawy walcowni cynku (unieruchomionej przez Niemców w 1916 r.) w spółkę akcyjną pn. Polskie Zakłady Przemysłu Cynkowego (później dyrektorem został Bernard Oppenheim);
  - uruchomiono szkołę powszechną nr 6 na Ksawerze pod kierownictwem Szczepana Krawczyńskiego.
- 1924
  - 6 października – erygowanie przez biskupa kieleckiego, Augustyna Łosińskiego, parafii Niepokalanego Poczęcia NMP w Łagiszy (wydzielenie jej z parafii będzińskiej i dołączenie wsi: Bory, Górki, Niepiekło, Podlesie, Pustkowie i Stachowe); pierwszym proboszczem zostaje ks. Marian Kluszczyński;
  - w mieście jest 6 samochodów osobowych (właściciele: Gustaw Weinzieher, Szymon Fürstenberg, Jakub Gutman – 2, Juda Kriegsztajn i Jan Szperling) oraz 23 ciężarowe.
- 1925
  - głównym akcjonariuszem spółki Zakłady Przemysłu Cynkowego zostaje Szymon Fürstenberg, który je przebudowuje i modernizuje oraz przekształca na jedną z największych w Polsce;
  - 30 sierpnia – wybranie nowej, 32-osobowej, rady miejskiej (zwyciężył Blok Żydowskiej Jedności, a po raz pierwszy w radzie znaleźli się komuniści);
  - 23 września – powołanie na prezesa rady miejskiej, posła dr. Salomona Weinziehera (1869-1943), a na jego zastępcę – Lejzora Rubinlichta; jednak już 1 października prezesem został socjalista, Franciszek Żebrowski, a zastępcą Jan Gęborski;
  - wrzesień – inicjatywa socjalistycznych władz Sosnowca utworzenia aglomeracji miejskiej „Zagłębie Dąbrowskie” z Będzinem, Sosnowcem, Dąbrową Górniczą, Czeladzią, Zagórzem, Niwką i Klimontowem;
  - 25 października – prezydentem Będzina został Artur Michael;
  - 28 października – na mocy bulli papieża Piusa XI Zagłębie Dąbrowskie przyłączono do nowo powstałej diecezji częstochowskiej, w skład której pozostawało do 1922 r.;
  - otwarto szkołę powszechną na Koszelewie pod kierownictwem W. Miazka; 7-klasową szkołę na Małobądzu oznaczono nr. 1, a kierownictwo powierzono Wacławowi Welmanowi (1874-1949).
- 1926
  - w Będzinie jest 6,1 km dróg państwowych, 5,4 km dróg powiatowych oraz 28,6 km miejskich.
- 1927
  - kwiecień – rozpoczęcie budowy linii tramwajowej z Sosnowca (ul. 3 Maja przy dworcu kolejowym) do Będzina (przez ul. Słowiańską, Kościuszki i Małachowskiego do zajezdni przy ul. Paryskiej, zbudowanej w grudniu 1927);
- 1928
  - 18 stycznia – uruchomienie linii tramwajowej nr 21 do Sosnowca (14 angielskich wagonów motorowych i 16 doczepnych);
  - 11 lutego – przedłużenie linii tramwajowej do kościoła w Dąbrowie Górniczej (31 października doprowadzenie jej do Redenu);
  - wybudowanie na miejscu stacji kolejowej Stary Będzin nowego przystanku osobowego Będzin Miasto (wybudowanie dworca w latach 1927–1931).
- 1929
  - 27 stycznia – uruchomienie linii tramwajowej nr 22 do Czeladzi (odgałęzienie na ul. Małachowskiego przez ul. Potockiego, Stary Rynek i ul. Czeladzką);
  - rozpoczęcie budowy sieci wodociągowej i kanalizacyjnej (zakończenie 1930);
  - Szymon Fürstenberg ufundował przy ul. Sobieskiego (ob. Teatralna) doskonale wyposażony gmach żydowskiego gimnazjum koedukacyjnego (zał. 1917);
  - decyzją kuratora Okręgu Szkolnego Krakowskiego szkoła na Ksawerze otrzymuje nazwę 7-klasowej Szkoły Powszechnej im. Stanisława Staszica.
- 1930
  - miasto zajmuje 1600 ha powierzchni;
  - uruchomienie wodociągów miejskich;
  - do użytku oddano budynki szkół przy ul. Promyka 26 i Krakowskiej 14 (nr 2, żydowska męska);
  - powstaje Towarzystwo Muzeum Zagłębia Dąbrowskiego, który na 36 lat najmuje od Towarzystwa Opieki ruiny zamku wraz z gruntem.
- okres międzywojenny – w będzińskich koszarach im. Marszałka Józefa Piłsudskiego stacjonuje 11 Pułk Piechoty Ziemi Zagłębiowskiej, a następnie 23 Pułk Artylerii Lekkiej.
- 1931
  - 28 kwietnia – zmiana granic Będzina „w powiecie będzińskim, województwie kieleckim” na podstawie rozporządzenia Rady Ministrów z 30 III 1931 r. poprzez przyłączenie parceli łąkowej nr hip. 10 pod nazwą „Wyspa Zagórska” o powierzchni 1,1347 ha (wyłączonej z gminy wiejskiej Zagórze) (Dz.U. z 1931 r. nr 040, poz. 353);
  - 9 grudnia – drugi spis powszechny ludności wykazuje 48 256 mieszkańców (3700 os. na 1 km²);
  - oddanie do użytku nowego dworca (według projektu Edgara Norwertha) na stacji kolejowej Będzin Miasto;
  - 1931-33 przebudowa budynku szkoły powszechnej nr 7 na Gzichowie (ul. Gzichowska 35) (w 1935 r. otrzymała imię Kazimierza Wielkiego).
- 1932
  - 21 lutego – podczas manifestacji (2 tys. uczestników) na Ksawerze od kul policji zginęło dwóch robotników: Marcin Adamczyk (21 lat) i Daniel Kajda (23 lata) (pochowani na cmentarzu parafialnym na Górce Zamkowej).
- 1933
  - 11 czerwca – odsłonięcie na placu 3 Maja pomnika Wolności (anioł wznoszący do nieba wieniec laurowy, uświęcający ofiarę krwi żołnierzy 11 Zagłębiowskiego Pułku Piechoty, poległych w wojnie polsko-bolszewickiej w 1920); zburzony przez Niemców 7 grudnia 1939 r.[1];
  - oddanie do użytku nowoczesnego gmachu Gimnazjum Męskiego Zgromadzenia Kupców (ob. I LO) przy ul. Kopernika 2.
- 1934
  - 16 października – przyłączenie kopalni „Koszelew” do kopalni „Paryż” w Dąbrowie Górniczej.
- 1935
  - w budynkach kopalnianych na Koszelewie powstaje kaplica św. Barbary (parafia od 1938);
  - liczba osób bezrobotnych przekracza 4 200.
- 1936
  - 3 października – zarządzenie Ministra Spraw Wewnętrznych w sprawie zatwierdzenia herbu miasta Będzina (z dniem 22 X 1936);
  - 11 października – biskup częstochowski Teodor Kubina poświęca kamień węgielny wznoszonego od 1935 r. Domu Parafialnego (Katolickiego) przy ul. Sobieskiego (ob. Teatralna));
  - 22 października – weszło w życie zarządzenie Ministra Spraw Wewnętrznych z 3 października 1936 r. w sprawie zatwierdzenia herbu miasta Będzina;
  - rozpoczęcie budowy budynku szkolnego przy ul. Cynkowej 10 (ob. SP n4 przy ul. W. Stalickiego 1) na Ksawerze (zakończenie 1939).
- 1937
  - 1 sierpnia – uruchomienie linii autobusowej Sosnowiec-Będzin-Bobrowniki (15 XI 1937 przedłużona do Piekar Śląskich);
  - 1 września – uruchomienie linii autobusowej do Grodźca, Czeladzi, Piasków i Sosnowca.
- 1938
  - 11 września – erygowanie parafii św. Barbary na Koszelewie (przeniesiona w 1987 do nowego kościoła Najświętszego Serca Pana Jezusa, 19 VI 1989 utworzona ponownie).

Druga wojna światowa
- 1939
  - wrzesień – miasto liczy 51 634 mieszkańców – 29 923 Polaków i 21 711 Żydów;
  - 3 września – pierwsze bombardowanie miasta[2] (nie było ofiar).
  - 4 września – zajęcie miasta przez wojska hitlerowskie; miasto liczy 51 634 mieszkańców, w tym 21 711 Żydów;
  - 9 września wieczorem podpalenie przez Niemców synagogi, od której zajęły się okoliczne domy (pożar trwał 20 godzin). Tej nocy zamordowano 100-200 (wg innych źródeł 800[3]) Żydów; ok. 100[3] Żydów ratuje ks. proboszcz Mieczysław Zawadzki, otwierając dla uciekających bramę placu kościelnego; za rzekome podpalenie miasta na dziedzińcu starostwa przy ul. Sączewskiego rozstrzelano 40-42 osoby; Żydów pochowano na kirkucie w Czeladzi;
  - władzę w mieście przejmuje komendant wojenny, który aresztuje tzw. „zakładników”; pierwsze ofiary okupacji – piekarze żydowscy: Katz z Gzichowa i Werner z Grobli oraz Polak Stawski z ul. Modrzejowskiej;
  - 14 września – stanowisko burmistrza komisarycznego obejmuje były burmistrz Krapkowic na Śląsku Opolskim, Hans Kowohl (ur. 1907)[3];
  - 8 października – na polecenie Hitlera Niemcy wcielają Zagłębie do III Rzeszy, tworząc rejencję katowicką, w skład której wchodzi Będzin (Bendzin);
  - wysiedlenia Polaków do Generalnego Gubernatorstwa i sprowadzanie na ich miejsce Niemców;
  - stopniowe eliminowanie ok. 25-tysięcznej społeczności żydowskiej z życia miasta – ograniczanie ich swobód i izolacja;
  - listopad – wprowadzenie przez okupantów obowiązku noszenia przez Żydów białej opaski na ramieniu (od 1941 r. gwiazdy); reorganizacja gminy żydowskiej (swą siedzibę miała przy ul. Modrzejowskiej);
  - 7 grudnia – zburzenie przez Niemców pomnika na pl. 3 Maja, odsłoniętego w czerwcu 1933 r.;
  - 29 grudnia – formalna zmiana przez władze niemieckie nazwy miasta Będzin na Bandyn (nazwa nie przyjęła się)[4].
- 1940
  - 8 stycznia – umiera ostatni przedwojenny prezydent Będzina, mgr praw Antoni Izydorczyk (ur. 23 V 1901) (pochowany na cmentarzu parafialnym na Górce Zamkowej)
  - całkowita likwidacja przez Niemców wolności ekonomicznej Żydów; stopniowe usuwanie ich z centrum miasta (ul. Sączewskiego i Piłsudskiego) i osiedlanie przy ul. Modrzejowskiej, Czeladzkiej, Starym Rynku i Podzamczu;
  - październik – pierwsza wywózka Żydów (ok. 150 chłopców) do obozów pracy;
  - koniec roku – zatrudnienie kilku tysięcy Żydów w tzw. szopie krawieckim Alfreda Rossnera (1906-1943).
- 1941
  - marzec – Będzin zamieszkuje 25 171 Żydów;
  - 5 i 9 kwietnia – do Będzina przybywa kilkutysięczny transport Żydów wysiedlonych z likwidowanego skupiska w Oświęcimiu;
  - 10 czerwca – urzędowe ogłoszenie zmiany niemieckiej nazwy miasta Bendzin na Bendsburg O/S (Oberschlesien) (decyzja z 21 maja 1941)[4];
  - lipiec – liczba Żydów miasta wzrasta do ok. 27 tysięcy osób;
  - wrzesień – wprowadzenie obowiązku noszenia przez Żydów (w miejsce białej opaski) żółtej łaty z gwiazdą Dawida (Judenstern) na lewej piersi;
  - 2 poł. września – zawiązuje się Obywatelski Komitet Niesienia Pomocy Żydom (przewodniczący: Jakub Erlich, Chaim Merin, Władysław Boehm i Chaim Mołczadski);
  - październik – tzw. Stadkreis Bendzin (od 1940 r. inspektorat podległy Centrali Żydowskich Rad Starszych Wschodniego Górnego Śląska) liczy 25 264 Żydów;
  - koniec roku – wprowadzenie dla ludności żydowskiej zakazu korzystania ze środków komunikacji; obowiązuje też godzina policyjna od godz. 19 zimą i 20 latem.
- 1942
  - początek roku – wysłanie do KL Auschwitz pierwszych transportów kilkuset Żydów;
  - maj – utworzenie dzielnicy żydowskiej (Stary Rynek, ul. Modrzejowska, część Kołłątaja i okoliczne);
  - 11 maja – funkcjonariusze Gestapo powiesili publicznie na cmentarzu na Zawalu dwóch Żydów: Herszela Szterna (ur. 15 V 1904) i Szymona Szajnermana (ur. 7 I 1914);
  - 15 maja – pierwsza masowa akcja wysiedlania ludności żydowskiej (3200 osób, według innych źródeł 2400) do obozów zagłady trwająca w maju i czerwcu;
  - czerwiec – powstają zakłady szewskie Rudolfa Braunego, w których przymusowo zatrudniani są Żydzi;
  - 15 czerwca – w dawnym domu położniczym „Linas Hacholin” przy ul. Burgstrasse/ Podzamcze 41 (wcześniej w czasie wojny mieścił się dom starców, którego pensjonariuszy wywieziono do Auschwitz w maju 1942 r.) otwarto żydowski szpital (izba chorych);
  - lipiec – przewodniczącym komitetu żydowskiego po Benjaminie Graubarcie zostaje Chaim Mołczadski, a po nim najprawdopodobniej jesienią ponownie Chaim Merin;
  - lato – z inspiracji przybyłego do Będzina Mordechaja Anielewicza powstaje zagłębiowska Żydowska Organizacja Bojowa;
  - 12 sierpnia – po kilkunastogodzinnej selekcji na stadionach Hakoachu i Sarmacji do Auschwitz skierowano (14-18 VIII) ok. 5 tysięcy osób (według innych danych 8–10 tys.);
  - 13 sierpnia – żandarmeria niemiecka transportuje do sierocińca w Będzinie przy ul. Sienkiewicza Żydów z Grodźca, Wojkowic, Dobieszowic, Rogoźnika, Bobrownik i Sączowa i dołącza ich do wysiedleńców; liczba ludności żydowskiej w mieście zmniejsza się do 20 tysięcy;
  - październik – wyznaczenie granic nowych dzielnic żydowskich; wytyczenie obszaru getta będzińskiego na terenie Kamionki i Środuli Dolnej (Kleine Schrodel) (przesiedlanie Żydów do maja 1943);
  - listopad – maj 1943 – systematyczna i masowa wywózka Żydów do obozów pracy przymusowej (mężczyźni w wieku 17–50 lat, kobiety – 16–45 lat);
- 1943
  - 1 kwietnia – zmiana granicy z miastem Czeladź (włączenie do Czeladzi obszaru o powierzchni 225 ha)[4]
  - 30 kwietnia – zamknięcie getta na Kamionce i ogłoszenie zakazu wstępu do niego ludności nieżydowskiej;
  - 19 maja – do getta będzińskiego przesiedlono Żydów z Sosnowca Południowego;
  - 29 maja – do pracy w Niemczech zabrano pierwszą grupę żydowskich robotników warsztatów Rossnera;
  - 13 czerwca – zmarł dr Adam Kazimierz Bilik (ur. 1893) – lekarz ubogich, przyjaciel potrzebujących, pierwszy prezes Akcji Katolickiej diecezji częstochowskiej;
  - 22 czerwca – trzecie (pierwsze z getta) wielkie wysiedlenie z miasta ok. 4 tysięcy Żydów do obozu zagłady Auschwitz;
  - koniec czerwca – przesiedlenie do getta będzińsko-sosnowieckiego Żydów ze zlikwidowanej dzielnicy żydowskiej w Dąbrowie Górniczej;
  - 1–8 sierpnia – likwidacja przez Niemców na Kamionce (Warpie) getta żydowskiego; wywózka Żydów do obozu Auschwitz-Birkenau; zastrzelenie przez Niemców ok. 2 tysięcy Żydów, wysiedlenie do obozu 12 tysięcy osób;
  - 1–3 sierpnia – rozpaczliwa obrona członków Żydowskiej Organizacji Bojowej w bunkrze przy ulicy Podsiadły (3 sierpnia ginie Frumka Płotnicka z Warszawy);
  - 22 sierpnia – deportowanie do obozów ostatnich Żydów z getta (łącznie wywieziono ok. 30 tys. Żydów będzińskich); pozostaje ok. 230-280 Żydów;
  - grudzień – ok. 800 Żydów, którzy pozostali w celu „posprzątania” getta zostaje wysłanych do Oświęcimia; oficjalnie Będzin bez ludności żydowskiej zamieszkuje 27 141 osób (w tym 3697 Niemców).
- 1944
  - początek stycznia – wysiedlenie ok. 200 Żydów (pozostaje ok. 50 osób);
  - 7 lutego – przestaje istnieć policyjna ochrona getta;
  - kwiecień – odesłanie do obozu Auschwitz ostatnich Żydów pracujących przy sprzątaniu getta;
  - lipiec – wysłanie ostatnich Żydów do obozu na Górze św. Anny (Annaberg), a stamtąd w październiku do Auschwitz-Birkenau;

Okres Polski Ludowej (1945–1989)
- 1945

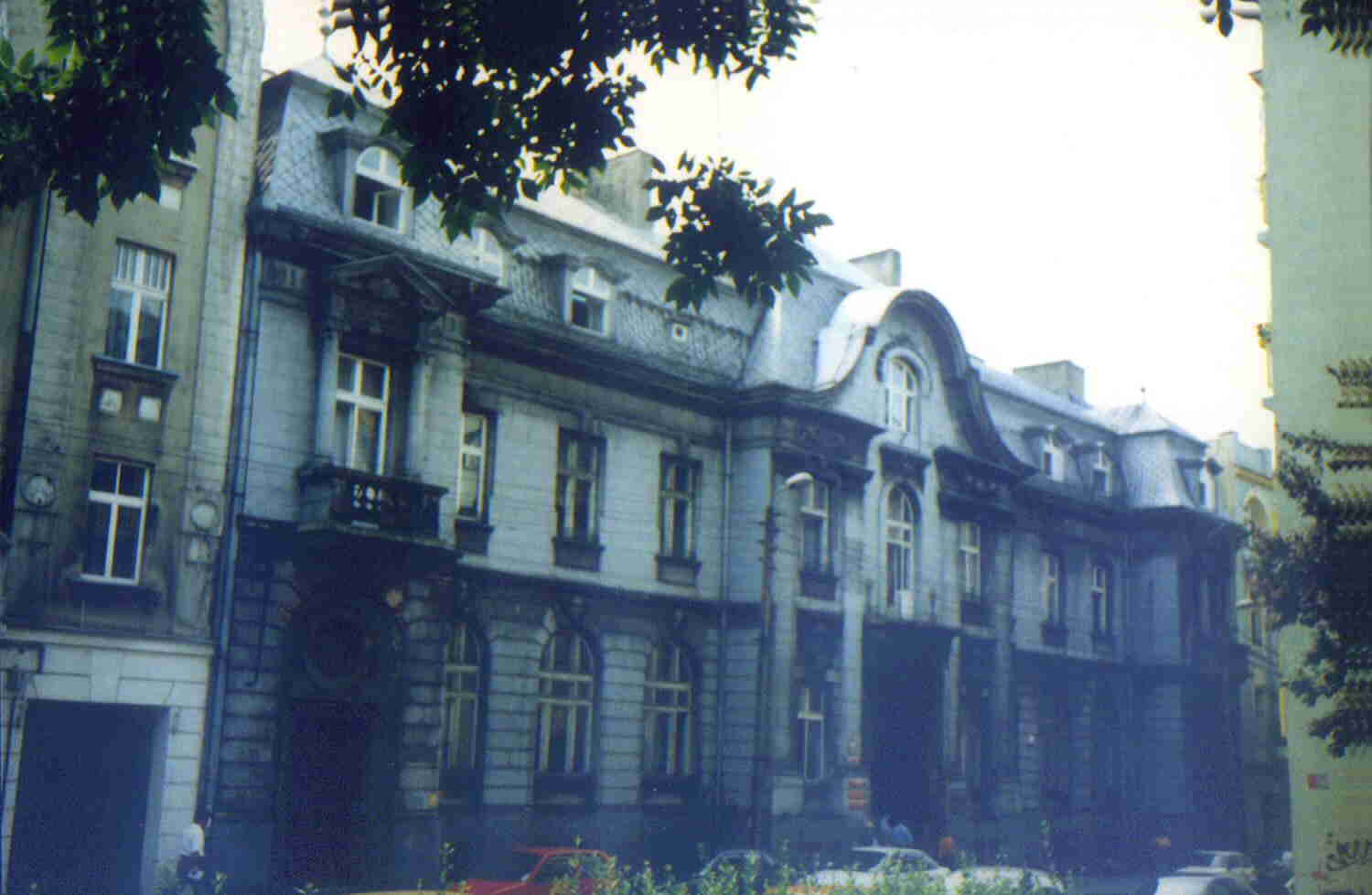
Sąd Powiatowy w Będzinie

  - 27 stycznia – do miasta wkroczyła Armia Czerwona; w mieście przebywa ocalałych ok. 50 Żydów, w połowie czerwca – 1304 (gł. repatrianci z ZSRR).
  - 28 stycznia – przez Będzin przejeżdża zmierzający do Katowic pełnomocnik Rządu Tymczasowego na woj. śląskie gen. brygady Aleksander Zawadzki (spotkanie z mieszkańcami);
  - 29 stycznia – wznowiono komunikację tramwajową;
  - 1 lutego (kwiecień) – z inicjatywy kompozytora i pedagoga Stefana Ślęzaka i K. Zawiszy powstaje przy ul. Kołłataja 33 Instytut Muzyczny Towarzystwa Muzycznego pod dyrekcją S. Ślęzaka, przemianowany w 1949 r. na Państwową Szkołę Muzyczną im. F. Chopina (upaństwowioną 1 I 1950 r.);
  - 26 lutego – powiat będziński i zawierciański oraz m. Sosnowiec weszły w skład nowego województwa śląsko – dąbrowskiego;
  - 27 lipca – zmieniono nazwy następujących ulic: Sączewskiego na 22 Lipca, Piłsudskiego na Waryńskiego, Wilczej na Wawrzyńca Stalickiego, Pierackiego na Słowiańską, Małobądzkiej na generalissimusa Stalina oraz placu Mościckiego na pl. Wolności;
  - pałac gzichowski przejmuje Spółdzielnia Rolnicza.
- 1945–1950
  - działalność Związku Międzykomunalnego dla Odbudowy Zamku Będzińskiego;
- 1946
  - po tzw. pogromie kieleckim (4 VII 1946) pod koniec roku liczba Żydów zmniejsza się do 180 (150) osób.
- 1947
  - wybudowanie w Grodźcu-Boleradzu 156 jednorodzinnych tzw. domków fińskich jako daru Finlandii;
  - 25 maja – poświęcenie przez ks. dziekana J. Sobczyńskiego i oddanie do użytku cmentarza przy ul. Krakowskiej;
  - 10 sierpnia – ponowna konsekracja kościoła św. Katarzyny w Grodźcu.
- 1948
  - 31 marca – zmiana nazwy ulicy Gzichowskiej na Świerczewskiego oraz Kadrowej na Niedziałkowskiego;
  - 22 marca – Będzin zostaje miastem wydzielonym z powiatu (powiat miejski) (do czerwca 1975);
  - 28 maja – zmiana nazwy ul. Mostowej na Ormowców (dziś Paryska);
  - przeniesienie z Sosnowca do Będzina Teatru Dzieci Zagłębia (zał. w 1945 r. przez Jana Dormana).
- 1949
  - wniosek o połączenia Będzina i Czeladzi, odrzucony przez Urząd Wojewódzki w Katowicach; odmówienie zgody na przyłączenie do Czeladzi części Małobądza i kolonii Piaski.
  - 1 maj – odsłonięcie Pomnika Wdzięczności Armii Czerwonej na rogu ulic Racjonalizatorów i Różyckiego[5].
- 1950
  - powstaje będziński „Mostostal”;
  - plac 3 Maja przemianowano na Bohaterów Stalingradu, a ulicę Graniczną na Juliana Marchlewskiego (po 1990 Siemońska);
- 1951
  - 22 stycznia – Śląskie Linie Komunikacyjne uruchomiły linię tramwajową nr 25 do Grodźca (zlikwidowana w 2006 r.);
  - 1 kwietnia – wyłączenie z obszaru Będzina kolonii Małobądz (ob. wschodnie Piaski) i włączenie jej do tworzonego powiatu miejskiego Czeladź; wytyczenie nowej granicy między miastami (Rozp. Rady Ministrów z 17 marca 1951, Dz.U. z 1951 r. nr 018, poz. 147);
  - 8 sierpnia – Grodziec otrzymuje prawa miejskie (Rozporządzenie Prezesa Rady Ministrów z 28 lipca 1951 r., Dz.U. – 1951, nr 41, poz. 316);
  - odkrycie w Grodźcu (ul. Różyckiego) grobu z żelaznym mieczem (XI w.);
  - oddanie do użytku pierwszego w Zagłębiu szpitala dziecięcego na 130 łózek (ul. Sienkiewicza) (zlikwidowany).
- 1952−1956
  - odbudowa zamku według projektu arch. Zygmunta Gawlika i umieszczenie w nim w 1956 r. siedziby Muzeum Zagłębia.
- 1954
  - wybudowanie na Ksawerze osiedla mieszkaniowego z 13 budynkami oraz domków jednorodzinnych na Gzichowie.
- 1956
  - przyłączenie do gromady Łagisza kolonii Gródków-Pustkowie;
  - uruchomiono największą w kraju kopalnię odkrywkową węgla kamiennego „Brzozowice”;
  - 1 września – otwarcie Szkoły Podstawowej nr 8 im. Marii Konopnickiej przy ul. Sienkiewicza 15 (w dawnym budynku prywatnego żeńskiego Gimnazjum Wandy Replińskiej, a następnie szkoły handlowej, Państwowego Technikum Finansowego i internatu ZSZ) (od września 1966 siedziba przy ul. Orlej 4 na Warpiu); dyrektorem został Ludwik Kobrynowicz.
- 1957
  - 1 stycznia – upaństwowienie Muzeum Zagłębia;
  - 1 czerwca – do miasta wjeżdża pierwszy pociąg elektryczny;
  - 13 października – utworzenie dla Małobądza parafii św. Jana Chrzciciela na Podjaziu (budowę tymczasowej kapliczki podjęto 30 IV 1958 r., a już 1 maja odprawiono pierwsze nabożeństwo (3 maja władze zażądały jej likwidacji); administratorem parafii został ks. Zygmunt Zaborski, a w roku następnym ks. Wacław Wiciński (23 I 1927 – 25 XI 2003));
  - 27 października – przedłużenie linii tramwajowej nr 25 z Grodźca do Wojkowic i Żychcic (łącznie 7,3 km);
  - z powodu złego stanu budynków 50. Pułk Artylerii Przeciwlotniczej przeniesiono z będzińskich koszar do Bytomia.
- 1958
  - oddanie do użytku na Podjaziu nowego budynku i przeniesienie do niego z ul. Promyka Szkoły Podstawowej i Liceum Ogólnokształcącego TPD (1961-92 im. Waltera Szolca);
  - 21 września – wznowienie ruchu tramwajowego nowymi torami (usunięto torowiska z pl. Króla Kazimierza Wielkiego i ul. Stanisława Moniuszki, a położono i połączono je z ul. Czeladzką i Potockiego);
  - pałac gzichowski (Mieroszewskich) po renowacji staje się siedzibą Domu Kultury Dzieci i Młodzieży (do 1972 r.);
  - obchody 600-lecia miasta (wmurowanie tablicy na Domu Wójtowskim z 1889 r.);
  - początki eksploatacji węgla w odkrywce „Brzozowica” (do 1971).
- 1959
  - wybudowanie nowej szkoły w Łagiszy-Glinicach;
  - 20 listopada – oddanie do użytku nowego budynku Szkoły Podstawowej nr 1 przy ul. Szkolnej 3 w Małobądzu.
- 1960
  - marzec – rozpoczęcie budowy wielkiej elektrowni w Łagiszy (generalny wykonawca – Śląskie Przedsiębiorstwo Budowy Elektrowni i Przemysłu w Katowicach).;
  - zakończenie budowy Domu Nauczyciela przy ul. 22 Lipca oraz bloków mieszkalnych huty „Będzin” przy ul. Stanisława Gawlika;
  - 31 grudnia – przyłączenie do Będzina terenów o powierzchni 11 ha, wyłączonych z m. Sosnowiec (rozporządzenie Rady Ministrów z 29 grudnia 1960).
- 1961
  - 15 października – przeniesienie Szkoły Podstawowej nr 7 (specjalnej) do nowego budynku przy ul. Szolca (ob. 11 Listopada) 7;
  - oddanie do użytku pierwszych budynków (110 mieszkań) nowego osiedla im. PPR (projektowanego od 1968 r., a ukończonego w latach 80.) na wzgórzu Syberka;
  - wybudowanie pierwszego bloku mieszkalnego Miejskiej Spółdzielni Mieszkaniowej (26 mieszkań) na osiedlu Gzichów.
- 1963
  - 22 lipca – uruchomienie zajezdni autobusowej przy ul. Promyka (Warpie);
  - 15 października – w starym budynku szkoły w Małobądzu otwarto Dom Nauczyciela;
  - 1963-64 – budowa bulwarów nad Czarną Przemszą.
- 1964
  - 3 września – w nowym budynku otwarto Szkołę Podstawową nr 10 (Tysiąclatkę nr 868) przy ul. Sportowej;
  - 1 listopada – przekazano do eksploatacji tor tramwajowy na ul. Modrzejowskiej (od Zawala do stacji Będzin Miasto), który staje się fragmentem pętli dla linii 22 i 25 (powrót ul. Małachowskiego i Potockiego);
- 1965
  - 23 stycznia – oddanie do użytku na Syberce nowego budynku Szkoły Podstawowej nr 11 (od 20 IV 1965 im. Władysława Broniewskiego) (przeniesienie części uczniów z budynku SP 1);
  - 25 czerwca – likwidacja Szkoły Podstawowej nr 3 przy ul. Promyka 26;
  - 1965 – utworzenie w budynku Szkoły Podstawowej nr 8 przy ul. Sienkiewicza 15 pierwszego w Będzinie Technikum Elektryczno-Mechanicznego;
  - wybudowanie nowej szkoły w Łagiszy-Podłosiu;
  - największa aktywność tzw. wampira z Zagłębia (Zdzisław Marchwicki) – zamordowanie 20 kobiet na terenie Zagłębia i Górnego Śląska (9 na terenie Będzina, Grodźca i Łagiszy) w okresie od 7 XI 1964 do 4 III 1970; pierwsze zabójstwo na terenie Będzina miało miejsce 17 marca.
- 1966
  - 11 października – z Czarnej Przemszy w Będzinie wyłowiono zwłoki Jolanty Gierek (18-letniej bratanicy Edwarda Gierka, ówczesnego I sekretarza KW PZPR) – ofiary „wampira z Zagłębia”;
  - 4 grudnia – oddanie do użytku pomiędzy ulicami Orlą i Krakowską na Warpiu nowego budynku Szkoły Podstawowej nr 8 i przeniesienie jej z ulicy Sienkiewicza 15 (w l. 1976-96 im. A. Zawadzkiego).
- 1969
  - 1 stycznia – nadanie Łagiszy praw miejskich;
  - wskutek wyczerpania zasobów kończy działalność kopalnia odkrywkowa „Brzozowica” (część KWK „Gen. Zawadzki”, później „Paryż”).
  - udostępnienie turystom okrągłej baszty zamkowej (stołpu).
- 1970
  - ukończenie budowy Elektrowni „Łagisza”.
- 1971
  - oddanie do użytku przy ul. Sportowej budynku Szkoły Muzycznej im. Fryderyka Chopina.
- 1972
  - 1 września – przeniesienie Szkoły Podstawowej nr 2 na Gzichowie do nowego budynku na Górce Gzichowskiej (ul. Grodziecka, ob. Wolności);
- 1973
  - 1 stycznia – przyłączenie miasta Łagisza do Będzina (wzrost liczby ludności do 48,2 tys. i powierzchni do 22 km kw.);
  - wyburzenie na Gzichowie browaru Gambrinus, zamkniętego w 1971 r.;
  - powołane przez regionalne struktury PZPR instancje partyjne rozpoczynają prace nad planami przebudowy Będzina oraz sąsiednich miast w celu usprawnienia komunikacji pasażerskiej.
- lata 1974–1978:
  - znaczna przebudowa układu komunikacyjnego miasta w związku z budową w pobliżu Huty „Katowice” (ul. Małobądzka, al. Kołłątaja z torowiskami tramwajowymi); w olbrzymim stopniu naruszono ukształtowany przez wieki układ przestrzenny, dokonano wielkich wyburzeń, zwłaszcza na Starym Mieście, zburzeniu uległy między innymi:
    - ul. Czeladzka we fragmencie od mostu na rzece Przemszy do skrzyżowania z ul. Małobądzką i Gzichowską;
    - ul. Bohaterów Getta Warszawskiego w całości;
    - północna pierzeja ulicy Kołłątaja, składająca się głównie z secesyjnych kamienic wybudowanych na przełomie XIX i XX wieku;
    - stary most łączący ul. Kołłątaja z dawną ulicą Stefana Okrzei (dziś jako część ustanowionej alei Kołłątaja);
    - część zachodniej pierzei Starego Rynku (dziś plac Kazimierza Wielkiego) oraz północna połowa owego placu, przeznaczona pod obniżenie celem poprowadzenia drogi;
    - spora część zabudowy jedno- i wielorodzinnej przy ul. Małobądzkiej.
- 1974:
  - podjęcie przez Komitet Powiatowy PZPR w Będzinie decyzji o przebudowie miejskiego układu komunikacyjnego (wspomniane wyżej plany)[6];
  - w Komitecie Powiatowym grupa osób przeciwnych wyburzaniu Starego Miasta przygotowuje alternatywny projekt przebudowy Będzina, który pozwoliłby zachować centrum w jego historycznym kształcie; zakładał on budowę nowej trasy szybkiego ruchu na niezagospodarowanych terenach po północnej stronie Góry Zamkowej; projekt został odrzucony przez decydentów partyjnych[7].
  - 2 sierpnia – zatwierdzenie planów przebudowy przez Miejską Radę Narodową jako planu inwestycji nr GKP-IV-440/B/P-II/73.[8]
- 1975
  - 1 czerwca – Grodziec staje się częścią Będzina; zniesienie powiatów; na czele miasta stoi prezydent;
- 1976
  - 1 stycznia – wymiana terenów pomiędzy Będzinem a Czeladzią w rejonie drogi szybkiego ruchu – odłączenie od Będzina na rzecz Czeladzi obszaru 50,02 ha, przyłączenie do Będzina 1,45 ha (ubytek 0,5 km kw.) (rozporządzenie Ministra Administracji, Gospodarki Terenowej i Ochrony Środowiska z 30 września 1975 r.).
  - oficjalne uruchomienie drogi szybkiego ruchu Katowice-Warszawa (tzw. gierkówka);
- 1977
  - 1 lutego – przyłączenie Wojkowic (Komornych) – wzrost powierzchni miasta do 50,4 km², a liczby mieszkańców do 70 tys.;
  - wybudowanie połączenia linii tramwajowej nr 25 do nowo zbudowanej zajezdni tramwajowej w Gzichowie (teren dawnego Studzieńca);
  - zakończenie budowy Miejskiej Biblioteki Publicznej (uruchomionej 20 X 1946) na Podjaziu;
  - w trakcie wyburzania staromiejskich zabudowań pod drogę szybkiego ruchu odkryto fundamenty średniowiecznego ratusza położone w płd.-zach. narożniku Starego Rynku, składające się z piwnicy oraz czterech warstw bruku[9].
- 1978
  - 26 maja – otwarcie nowej trasy linii tramwajowej wzdłuż przebudowanej ul. Małobądzkiej do węzła drogowego przy ul. Czeladzkiej; podłączenie do węzła linii 22 z Czeladzi i 25 z Wojkowic;
  - 21 lipca – otwarcie trasy tramwajowej w alei Hugo Kołłątaja (do 11 XI 1991 jako aleja Aleksandra Zawadzkiego), likwidacja nieczynnych torowisk na ul. Słowiańskiej, Tadeusza Kościuszki, Stanisława Małachowskiego, Zawale i Paryskiej;
  - rozpoczęcie budowy osiedli mieszkaniowych: Warpie-Wschód (1200 mieszkań) i Zamkowego (1450 mieszkań) na Gzichowie.
- 1979
  - 31 lipca – zamknięcie cementowni „Grodziec”;
  - na Syberce przy ul. I Armii WP oddano do użytku Szkołę Podstawową nr 13 im. gen. Zygmunta Berlinga (obecnie budynek Urzędu Skarbowego);
  - miastu nadano Order Sztandaru Pracy I klasy.
- lata 80. i 90. – budowa na terenie Gzichowa i częściowo Grodźca osiedla Zamkowego.
- 1981
  - 1 kwietnia – ustanowienie na Syberce parafii Nawiedzenia MMP;
  - 31 maja – odprawienie pod gołym niebem pierwszej Mszy św. w nowej parafii na Syberce;
  - reżyser Janusz Kidawa realizuje w Będzinie, Sosnowcu, Czeladzi i Dąbrowie Górniczej zdjęcia do filmu fabularnego o „wampirze z Zagłębia” (Zdzisław Marchwicki) „Anna” i wampir (premiera 2 VII 1982);
  - strajki w zakładach pracy (m.in. Huta „Będzin”, „Polkabel”, Zakłady Obuwnicze, komunikacja tramwajowa);
  - oddanie do użytku bloków mieszkalnych KWK „Generał Zawadzki” przy ul. Żwirki i Wigury (Ksawera).
- 1982
  - oddanie po 10 latach renowacji do użytku pałacu Mieroszewskich na Gzichowie i otwarcie w nim siedziby Muzeum Zagłębia;
  - zawieszenie kursowania pociągów pasażerskich przez Łagiszę i Grodziec;
  - 31 sierpnia – demonstracje uliczne w rocznicę porozumień sierpniowych.
- 1983
  - 22 sierpnia – przekształcenie punktu katechetyczno-duszpasterskiego na osiedlu Zamkowym (utw. 29 IX 1982) w wikariat terenowy;
  - 16 października – dekret ks. bpa S. Bareły o utworzeniu na terenie Warpia wikariatu terenowego pw. bł. Brata Alberta Chmielowskiego;
- 1985
  - 19 stycznia – przekształcenie wikariatu terenowego na osiedlu Zamkowym, utworzono 1983 w parafię pw. Świętej Jadwigi Śląskiej.
- 1986
  - w nowym budynku przy ul. Rewolucjonistów 18 (Syberka) uruchomiono największą w mieście (1100 uczniów) Szkołę Podstawową nr 17, do której przeniesiono część przepełnionych szkół nr 11 i 13 (od 1996 SP nr 13, od 2002 r. Miejski Zespół Szkół nr 2 im. Huberta Wagnera);
- 1987
  - 5 października – utworzenie parafii Najświętszego Serca Pana Jezusa na Ksawerze (także dla osiedla Warpie-Wschód);
  - 12 grudnia – powołanie parafii św. Alberta Chmielowskiego na Warpiu.
- 1988
  - 3 października – pierwszych pacjentów przyjął Szpital Górniczy, budowany od 1978 r. na granicy Będzina (Małobądz) i Sosnowca (obecnie Wojewódzki Szpital Specjalistyczny nr 5 im. św. Barbary w Sosnowcu).

III Rzeczpospolita (po 1989)
- 1990
  - 22 kwietnia – erygowanie parafii bł. Honorata Koźmińskiego na osiedlu Marii Konopnickiej (Pekin) w Grodźcu (na bazie wikariatu terenowego, utworzonego 19 IX 1989 r.); 22 IV 1990 r. proboszczem zostaje ks. Leszek Kołczyk (ur. 1960); rozpoczęcie budowy kościoła wiosną 1991 r.
- 1992
  - 1 stycznia – od miasta Będzina odłącza się gmina miejska Wojkowice o powierzchni 1277,23 ha (rozp. RM z 2 XII 1991), włączona do miasta w 1977;
  - 25 marca – Będzin przechodzi z diecezji częstochowskiej do nowo erygowanej diecezji sosnowieckiej;
  - 25 marca – w foyer Teatru Dzieci Zagłębia odsłonięto tablicę poświęconą pamięci reżysera Jana Dormana;
  - 18 grudnia – przystąpienie Będzina do KZK (Komunikacyjny Związek Komunalny) GOP;
  - miasto odwiedza po raz pierwszy kardynał Jean-Marie Lustiger, arcybiskup Paryża, którego dziadek był będzińskim Żydem.
- 1993
  - wrzesień – na miejscu zburzonej przed 50 laty przez Niemców synagogi w pobliżu zamku ustawiono pamiątkowy obelisk; odsłonięcie na murach kościoła św. Trójcy tablicy poświęconej pamięci ks. Mieczysława Zawadzkiego, „Sprawiedliwego wśród Narodów Świata”; w uroczystościach uczestniczy m.in. kardynał Jean-Marie Lustiger.
- 1994
  - 15 kwietnia – zakonnicy ze Zgromadzenia Oblatów św. Józefa obejmują parafię św. Jana Chrzciciela.
- 1995
  - 30 czerwca – KWK „Paryż” zakończyła wydobycie węgla;
  - 11 listopada – odsłonięcie i poświęcenie pomnika Poległym za wolną Polskę (w miejscu przedwojennego pomnika poległych w wojnie polsko-bolszewickiej)
- 1996
  - 30 marca – Teatr Dzieci Zagłębia na jubileusz 50-lecia otrzymuje imię Jana Dormana, swego twórcy i wieloletniego dyrektora;
  - czerwiec – likwidacja filii Szkoły Podstawowej nr 8 w budynku szkolnym na Koszelewie;
  - 1 września – połączenie szkół podstawowych nr 13 i 17 (w budynku SP nr 17) w Szkołę Podstawową nr 13 (Syberka);.
- 1997
  - 1 stycznia – przyłączenie do Sosnowca terenu Szpitala Górniczego (ob. Wojewódzki Szpital Specjalistyczny nr 5 im. św. Barbary) na Małobądzu (10,78 ha), za co w zamian Będzin otrzymał 7,6 ha (Rozporządzenie Rady Ministrów z 23 XII 1996);
  - 29 stycznia – Rada Miejska z inicjatywy Towarzystwa Przyjaciół Będzina przyjmuje uchwałę w sprawie zasad i trybu nadawania Honorowego Obywatelstwa Miasta Będzina; pierwszym Honorowym Obywatelem Miasta Będzina został kardynał Jean-Marie Lustiger (1927-2007), metropolita arcybiskup Paryża, wywodzący się z będzińskiej rodziny żydowskiej;
  - 24 maja – sosnowiecki ordynariusz biskup Adam Śmigielski (biskup) ustanawia kościół Nawiedzenia MMP Sanktuarium Polskiej Golgoty Wschodu (28 V 2000- konsekracja sanktuarium);
  - drugie półrocze – rozbiórka starej kaplicy parafii św. Jana Chrzciciela na Podjaziu.
- 1999
  - 1 stycznia – Będzin ponownie staje się stolicą powiatu ziemskiego w powstałym od 1 stycznia 1999 roku województwie śląskim;
  - przy ul. Modrzejowskiej do użytku oddano budynek Banku Spółdzielczego i Prokuratury, a na Syberce adaptowany budynek b. Szkoły Podstawowej nr 13 na Urząd Skarbowy i Regionalny Ośrodek Szkolenia Kadr wraz z hotelem „Skarbowiec” i restauracją „U Skarbowców”;
  - wrzesień – powołano 7 gimnazjów.
- 2000
  - konsekrowanie (poświęcenie) przez ordynariusza sosnowieckiego biskupa Adama Śmigielskiego czterech nowych będzińskich kościołów:
    - 28 maja – kościoła Nawiedzenia NMP na Syberce;
    - 15 października – kościoła bł. Honorata Koźmińskiego w Grodźcu (Pekin);
    - 16 października – kościoła św. Jadwigi Śląskiej na osiedlu Zamkowym;
    - 3 grudnia – kościoła Najświętszego Serca Pana Jezusa na Ksawerze przy al. Hugona Kołłątaja;

  - ukończenie budowy kaplicy na cmentarzu parafialnym przy ul. Krakowskiej;
  - Honorowymi Obywatelami Miasta Będzina zostali:
    - Jan Świderski (1913-2004), wybitny malarz pochodzący z Grodźca, prof. ASP w Krakowie;
    - Sławomir Pietras – będzinianin, dyrektor teatrów operowych, dyrektor naczelny Teatru Wielkiego w Poznaniu, twórca i dyrektor m.in. festiwalu Ave Maria w Czeladzi.
- 2001
  - lipiec – badania archeologiczne na Wzgórzu św. Doroty prowadzone przez Aleksandrę Rogaczewską z Muzeum Zagłębia potwierdziły istnienie grodziska w VII-VI w. p.n.e.
  - zatwierdzono flagę i herb miasta.
- 2002
  - połączenie szkół podstawowych nr 9 i 12 oraz gimnazjum nr 6 w Miejski Zespół Szkół nr 4 (od 17 X 2006 im. Noblistów Polskich) (Łagisza);
  - 15 sierpnia – odsłonięcie w d. koszarach im. Marszałka J. Piłsudskiego obelisku upamiętniającego 11 Pułk Piechoty i 23 Pułk Artylerii Lekkiej;
- 2004
  - 6 lipca – oficjalne potwierdzenie odkrycia synagogi Mizrachi w kamienicy przy ul. Potockiego 3, o której w 2003 r. wspominał Menachem Lior (Liwer) (zamknięta dla zwiedzających w 2007 r. z powodu złego stanu).
- 2003
  - 11 sierpnia – odsłonięcie tablic pamiątkowych: na domu Sztrochliców przy ul. Potockiego 6 (ob. 2) (w hołdzie Hermanowi i Reginie Sztrochlic i ich córkom zagazowanym w Oświęcimiu-Brzezince) (zaginęła jesienią 2009) oraz na budynku dawnego szpitala dla położnych i szpitala dla ludności żydowskiej na Podzamczu 26;
  - wrzesień – zasiedlenie pierwszych mieszkań na osiedlu TBS Górki Małobądzkie;
  - październik – w budynku dawnej Zasadniczej Szkoły Specjalnej przy ul. Promyka (Warpie) uruchomiono Zamiejscowy Ośrodek Dydaktyczny Politechniki Częstochowskiej – pierwszą państwową uczelnię w powiecie ziemskim (kierunki: marketing oraz zarządzanie i inżynieria produkcji).
- 2004
  - marzec (oficjalnie 18 maja) – oddanie do użytku ronda Unii Europejskiej;
  - 30 maja – na wniosek Towarzystwa Przyjaciół Będzina honorowe obywatelstwo Miasta Będzina otrzymuje aktor Janusz Gajos; ustanowiono także Dzień Pamięci Ojca Świętego Jana Pawła II;
  - 4 czerwca – uroczyste otwarcie przebudowanego placu dworcowego (od marca 2005 plac Kolei Warszawsko-Wiedeńskiej);
  - 17 czerwca – konsekrowanie kościoła pw. św. Alberta Chmielowskiego na Warpiu;
  - 4 października – otwarcie na Kamionce (Warpie) placu Bohaterów Getta Będzińskiego i wmurowanie przez ambasadora Izraela, Dawida Pelega, kamienia węgielnego po pomnik poświęcony żydowskim mieszkańcom Będzina, zamordowanym w obozach koncentracyjnych;
  - 11 listopada – odsłonięcie odrestaurowanej i przeniesionej w sąsiedztwo pierwotnego miejsca usytuowania przy al. Kołłątaja kolumny Sobieskiego.
- 2005
  - odkrycie żydowskiego domu modlitwy Cukiermanów w mieszkaniu kamienicy przy al. Kołłątaja 24 (po odrestaurowaniu udostępniona 25 września 2007);
  - 22 czerwca – podczas sesji Zgromadzenia Parlamentarnego Rady Europy w Strasburgu prezydent Będzina Radosław Baran odebrał Dyplom Europejski (przyznany 28 kwietnia na posiedzeniu Komisji ds. Środowiska, Rolnictwa, Spraw Lokalnych i Regionalnych Rady Europy)
  - 28 lipca – Święto ulicy Małachowskiego – oddanie do użytku przebudowanej głównej handlowej ulicy miasta;
  - 22 sierpnia – odsłonięcie na Kamionce pomnika Bohaterów Getta Będzińskiego według projektu Romualda Maliny;
  - 1 października – utworzenie parafii św. Faustyny Kowalskiej na budowanym osiedlu Górki Małobądzkie;
  - 27 października – otwarcie przebudowanego fragmentu ul. Piłsudskiego (pasaż od ul. Małachowskiego do Modrzejowskiej);
  - 8 grudnia – aktor Janusz Gajos odebrał tytuł Honorowego Obywatela Miasta Będzina;
  - Bogusław Fornalczyk – mistrz Polski w kolarstwie – Honorowym Obywatelem Miasta Będzina;
  - grudzień – Stanisława Sapińska za namową Adama Szydłowskiego ujawnia przechowywany przez 63 lata pamiętnik (dziennik) Rutki Laskier, młodej Żydówki z Będzina (zginęła w Oświęcimiu), wydany na początku 2006 r. przez Dziennik Zachodni.
- 2006
  - 27 kwietnia – opublikowanie Pamiętnika Rutki Laskier (nastoletnia będzińska Żydówka, ofiara Zagłady), przechowywanego przez ponad 60 lat przez mieszkankę Będzina;
  - 12 maja – wmurowanie aktu erekcyjnego pod budowę nowego bloku energetycznego o mocy 460 MW w Elektrowni „Łagisza” – pierwszego na świecie bloku z kotłem przepływowym CFB na parametry nadkrytyczne; wybudowanie (2007-08) najwyższej w Polsce (133,2 m) chłodnię kominowej;
  - 6 października – uroczyste wręczenie Honorowej Flagi Rady Europy prezydentowi Będzina przez przedstawiciela Zgromadzenia Parlamentarnego Rady Europy, prof. Renzo Guberta (pl. Kolei Warszawsko-Wiedeńskiej);
  - likwidacja linii tramwajowej nr 25 do Wojkowic-Żychcic, a następnie (2008 r.) rozbiórka torów;
  - likwidacja Przedsiębiorstwa Komunikacji Samochodowej (PKS) w Będzinie.
- 2007
  - 30 września – na osiedlu mieszkaniowym Górki Małobądzkie powstaje kaplica św. Faustyny Kowalskiej (poświęcona przez biskupa Adama Śmigielskiego 7 października);
  - Honorowym Obywatelem Miasta Będzina zostaje ks. biskup dr Adam Śmigielski, ordynariusz diecezji sosnowieckiej.
- 2008
  - 7–8 czerwca – główne obchody 650-lecia miasta Będzina w ramach Dni Będzina (m.in. koncert Danzela i September, turniej rycerski, koncert muzyki dawnej);
  - 12 lipca – otwarcie na Syberce przy trasie DK 86 Katowice-Warszawa największego obiektu handlowego w mieście (13 tys. m kw.) – salonu meblowego „Black Red White”;
  - 19 sierpnia – Światowy Zlot Żydów Będzina pod honorowym patronatem byłego prezydenta RP Lecha Wałęsy, z udziałem ambasadora Izraela, Dawida Pelega;
  - 11 września – otwarcie przy ul. Zagórskiej centrum logistycznego ProLogis Park Będzin II.
  - 25 października – oficjalna prezentacja monografii „Będzin 1358-2008”.

- 2009

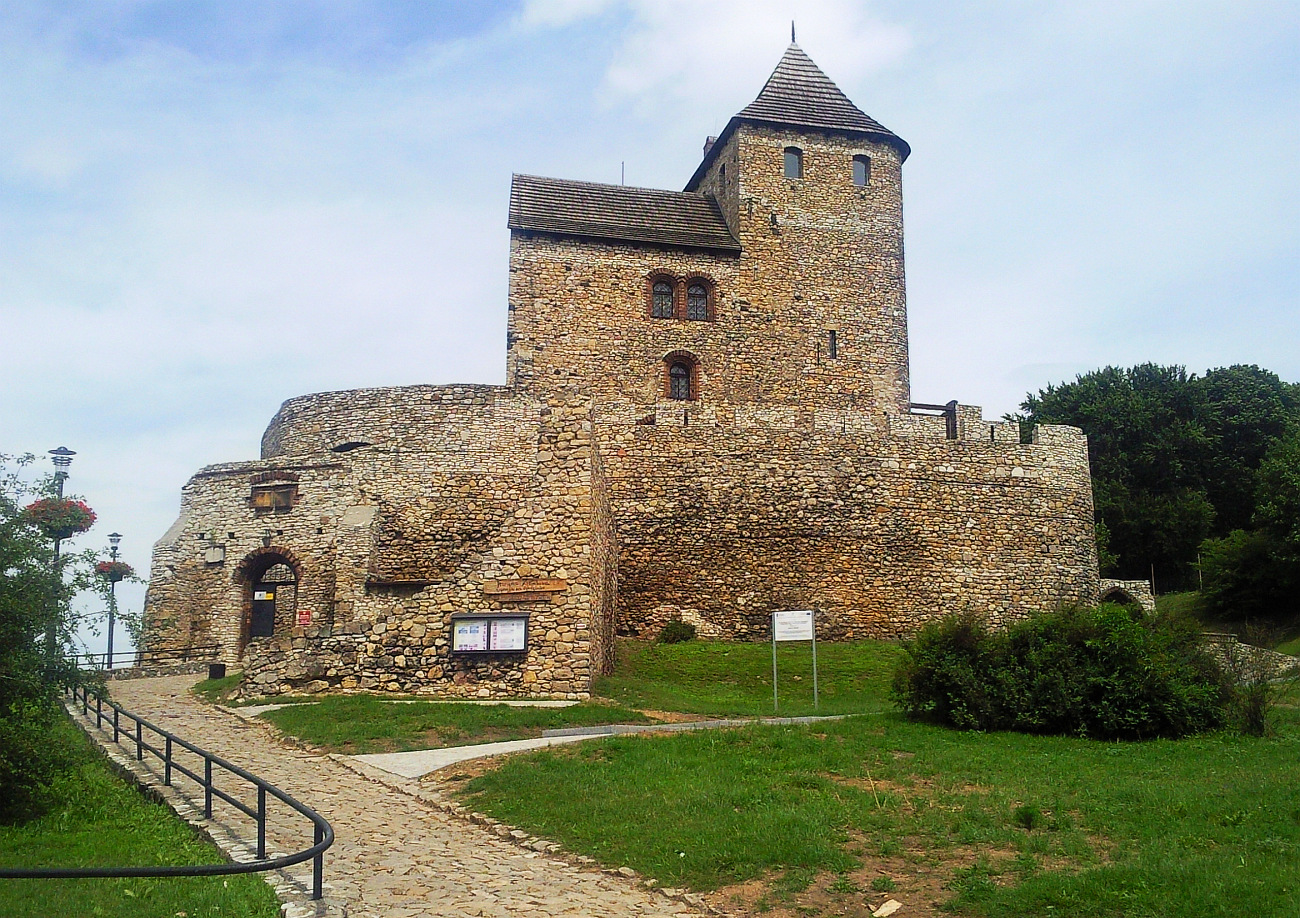
Zamek w Będzinie obecnie

  - 6 marca – polska premiera filmu brytyjskiej telewizji BBC „The Secret Diary of the Holocaust” (reż. David Marengo) w obecności ambasadora Izraela, Dawida Pelega (dokument powstawał w Będzinie, Londynie i Izraelu jako rekonstrukcja wydarzeń związanych z dzieciństwem żydowskiej dziewczynki – Rutki Laskier).
- 2010
  - 22 kwietnia – jeden z największych w historii Będzina pogrzeb – pożegnanie posła Grzegorza Dolniaka, który zginął 10 IV 2010 r. w katastrofie samolotu rządowego pod Smoleńskiem; w uroczystościach pogrzebowych uczestniczyły m.in. najwyższe władze państwowe: marszałek Sejmu, pełniący jednocześnie obowiązki Prezydenta Bronisław Komorowski, premier Donald Tusk, wicemarszałek Sejmu Stefan Niesiołowski, a także przewodniczący Parlamentu Europejskiego Jerzy Buzek; mszy pogrzebowej przewodniczył Ksiądz Biskup Grzegorz Kaszak;
  - 20 listopada – odsłonięcie (z inicjatywy Stowarzyszenia „Ratujmy Kościół na Górce”) obelisku z okazji 700 rocznicy urodzin Króla Kazimierza Wielkiego, założyciela miasta (pl. ks. M. Zawadzkiego);
  - 21 listopada – w wyniku wyborów do Rady Miejskiej weszło 23 radnych (7 – Platforma Obywatelska, 6 – Sojusz Lewicy Demokratycznej, 5 – Towarzystwo Przyjaciół Będzina, 3 – Komitet Rozwoju Będzina, 2 – Prawo i Sprawiedliwość);
  - 5 grudnia – w II turze wyborów na prezydenta miasta wygrał Łukasz Komoniewski (SLD), zdobywając 7863 głosów (56,6%) (Radosław Baran otrzymał 6030 głosów – 43,4%);
  - 14 grudnia – starostą będzińskim wybrano Krzysztofa Malczewskiego z Sojuszu Lewicy Demokratycznej, a przewodniczącym Rady Powiatu Emila Bystrowskiego z Komitetu Rozwoju Zagłębia.
- 2011
  - lipiec – zakończenie odbudowy fragmentu murów obronnych u zbiegu ulic Zawale i Modrzejowskiej;
  - 1–2 sierpnia – Będzin gości kolarzy 68. Tour de Pologne; 2 sierpnia – start wyścigu z metą w Katowicach.
- 2012
  - 6 czerwca – oddanie do użytku w przebudowanym parku na Dolnej Syberce tzw. Strefy Aktywności Rodzinnej (plac zabaw, siłownia zewnętrzna, miasteczko ruchu drogowego)
  - wrzesień – oddanie do użytku drogi w strefie inwestycyjnej na Warpiu, łączącej ul. Krakowską z Zagórską
  - 20 października – uruchomienie Skate Parku wraz z boiskami do siatkówki plażowej przy ul. Sportowej (dawny teren SP nr 10)

## Tekst lokacji miasta z 1358 roku
W imię Pańskie – amen. Dla podniesienia wspaniałości władzy królewskiej i utrwalenia jej po wieczne czasy My Kazimierz z Bożej Łaski Król Polski jako też Krakowa, Sandomierza, Sieradza, Łęczycy, Mazowsza, Kujaw i Pomorza, Ziem Księstwa prawy Pan i dziedzic, polecając wiecznej pamięci, ten dokument ogłaszamy wszystkim.

Mając staranie o ulepszenie i poprawienie naszego królestwa pozwalamy mieć i na prawie niemieckim magdeburskim lokować pod zamkiem naszym będzińskim miasto, któremu nadajemy nazwę Bandzien aby zostało ono lepiej lokowane i sprawiedliwie z prawem rządzone.

Prawo lokowania powierzamy czcigodnemu i szlachetnemu mężowi Hinkowi zwanemu Ethiopusem i jego legalnym następcom.

Powierzamy (mu) również na własność i przekazujemy w dziedziczne i wieczne posiadanie wójtostwo będzińskie z prawem nadania, zamiany i sprzedaży.

Tenże Hinko wraz ze swymi następcami otrzyma w posiadanie tytułem wójtostwa jeden łan i dwa place dla własnego użytku, ławę chlebną, mięsną i szewską.

Z kar sądowych rzeczonego naszego miasta otrzyma trzeci denar, dwa zachowując dla Naszego Majestatu.

Opłatę od przewozu, a także sprzedaży piwa, które się zwie schrothowne, tenże wójt i jego następcy otrzymują w całości.

Ponadto obywatele tego naszego miasta będą posiadali place z łąkami na własny użytek w granicach miasta i wokoło.

Rzeczony wójt i obywatele będą wycinać drzewo w lesie na budowę domów na własny użytek według własnego upodobania, a na rzece zwanej Przemsza, będą mieć prawo łowienia ryb bez żadnej przeszkody, lecz tylko małymi sieciami i innymi narzędziami, zastrzegając dla nas inne połowy.

Specjalna łaską Naszą wszystkich obywateli i mieszkańców tego naszego miasta, już osiedlonych i mających się osiedlić, uwalniamy na przeciąg sześciu lat od wszelkich czynszów i ciężarów, posług, podwód i innych opłat jakiekolwiek się należą.

I miasto nasze uwalniamy spod prawa polskiego: wszelakich jego ciężarów i obowiązków, które różnią się z prawem niemieckim.

Wójta i wszystkich mieszkańców naszego miasta uwalniamy od wszelkich sądów i jurysdykcji wszystkich kasztelanów, wojewodów, sędziów, podsędków i wszelkich urzędników, przez których nie będą pozwani i przed nimi odpowiadać.

Tylko wójt będzie odpowiadał przed Najwyższym sądem na Zamku Królewskim, wezwany przez Nasze pismo, a mieszczanie w sporach między sobą przed swoim wójtem tamże w Będzinie według swego prawa niemieckiego magdeburskiego.
W wypadku gdyby któryś z obywateli zachciał odwołać się od wyroku wójta i ławników, może jednakowoż sprawę swoją przedłożyć sądowi Naszemu niemieckiemu na Zamku Krakowskim dla rozstrzygnięcia.

Po upływie zaś wspomnianych sześciu lat wolności obywatele Nasi w Będzinie będą zobowiązani płacić Nam czynsze i ponosić zwyczajne ciężary jak inne nasze miasta.

Wójt Nasz, ze swymi następcami, będzie zobowiązany stawić się na koniu i w ozdobnej zbroi, w pancerzu i żelaznym hełmie na każdą naszą wyprawę.

Na której rzeczy pamiątkę to pismo czynimy i pieczęcią naszego Królestwa umacniamy.

Dano w Krakowie, Roku Pańskiego MCCCLVIII w dniu św. Dominika wyznawcy, w obecności tych świadków: Jan Jura Kasztelan, Imram Wojewoda, Andrzej Podkomorzy, Piotr Mocza Trybun Królewski, Florian Kanclerz Łęczycki, Jan z Wojnicza, Eustachiusz z Lublina, Dobiesław z Wiślicy – Kasztelanowie, Pełka Marszałek i Podczaszy Krakowski.

Napisane i wydane przez Jana z Buska Kapelana i pisarza Naszego Królewskiego Majestatu.
Jest to treść dokumentu lokacyjnego z 5 sierpnia 1358 r., znanego z późniejszych odnowień króla Aleksandra Jagiellończyka (rok 1502).

## Historia Żydów będzińskich

### Czasy Jagiellonów

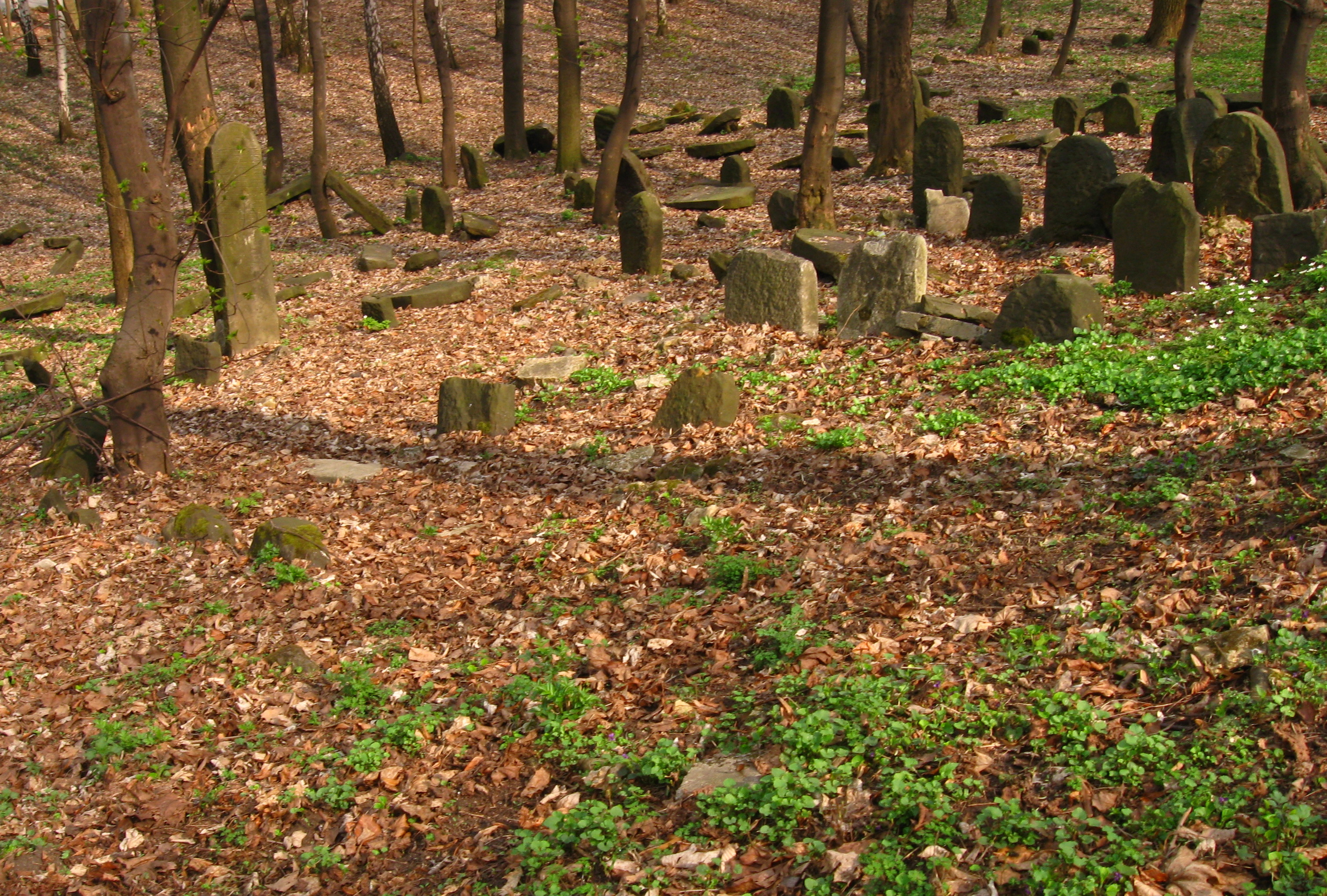
Cmentarz żydowski w Będzinie

Niewiele wiadomo o początkach Żydów w Zagłębiu Dąbrowskim. Pierwsze pewne informacje Żydach w Będzinie pochodzą dopiero z XV wieku, choć na podstawie analogii z sąsiednim Śląskiem możemy przypuszczać, że byli oni już tutaj obecni w XIII wieku. Zorganizowana gmina powstała jednak znacznie później, kahał (czyli rada gminna, na której czele stał rabin i syndyk) zorganizowano gdzieś pomiędzy rokiem 1564 a 1583. W każdym razie pod koniec XVI stulecia kahał będziński wysyłał już swoich posłów na „sejm żydowski” do Lublina (np. w 1666 r. sejm żydowski z Lublina składał się z 22 przedstawicieli z całej Polski, w tym niejakiego Izraela Samuelowicza z Będzina). Prawa i obowiązki będzińskiej gminy żydowskiej określały przywileje Bolesława Pobożnego z 1264 r., Kazimierza Wielkiego z 1334 r. i Kazimierza Jagiellończyka z 1453 r.
Pierwsi Żydzi zaczęli się osiedlać w Będzinie w rejonie obecnej ulicy Zawale, dopiero pod koniec XV wieku, zaczęli zamieszkiwać w obrębie murów miejskich (głównie przy ulicy Targowej, obecnie Berka Joselewicza i Rybnej). Najprawdopodobniej wtedy powstała pierwsza drewniana synagoga i kirkut (cmentarz). W 1527 dzięki przywilejowi Zygmunta I Starego Żydzi zostali zrównani w swoich prawach z kupcami chrześcijańskimi, jednak dopiero za Stefana Batorego uzyskali oni formalną zgodę na zamieszkanie w obrębie murów miejskich.

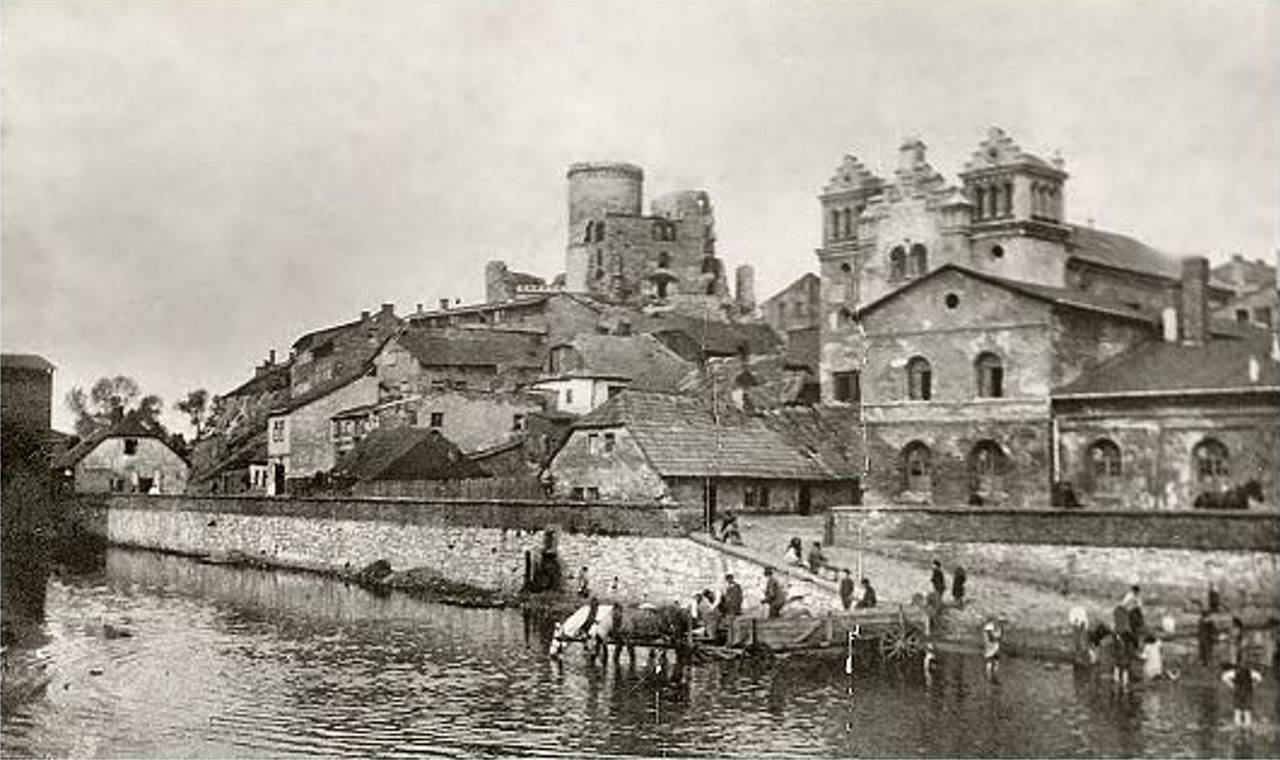
Widok na zamek i synagogę od strony rzeki Czarnej Przemszy, stan początek XX w.

### Rzeczpospolita szlachecka
Również okres panowania królów elekcyjnych był dla Żydów będzińskich czasem prosperity. W 1592 r. Zygmunt III Waza nakazał władzom Będzina bronić Żydów przed wszelkimi krzywdami i napaściami. Prawa i przywileje Żydów ostatecznie ustaliły akty Władysława IV wydany 20 sierpnia 1644 r. i Michała Korybuta Wiśniowieckiego wydany 20 sierpnia 1669 r. (w tym ostatnim uzyskali oni prawa do wszelkiego handlu w mieście). Przywileje te były potwierdzane przez następnych królów polskich (ostatnie potwierdzenie Stanisława Augusta Poniatowskiego w 1766 r.) W swojej historii w Będzinie Żydzi mieli trzy cmentarze (pierwszy powstał w rejonie ulicy Zawale i funkcjonował jeszcze w XIX wieku, jednakże z powodu braku miejsca od XVII stulecia Żydów zaczęto chować przy ulicy Podzamcze. Trzeci najmłodszy powstał na Warpiu w rejonie obecnej huty „Będzin”. Obecnie nie ma śladu po cmentarzu przy ulicy Zawale i na Warpiu, gdyż pierwszy został zniszczony w okresie międzywojennym, zaś drugi przez Niemców podczas II wojny światowej) i dwie synagogi (pierwsza mieściła się przy ulicy Targowej i z początku była drewniana, druga większą wybudowano przy ulicy czeladzkiej w XVIII wieku). Powstało też kilka szkół i łaźnia żydowska. W ciągu wieków Żydzi brali oczywiście udział w życiu miasta i tak np. w 1587 r. wobec zagrożenia wojsk cesarskich arcyksięcia Maksymiliana najbogatsi mieszkańcy wyznania mojżeszowego z rabinem Natanem Mejtlisem na czele zebrali między sobą sumę 50 dukatów na cele naprawy murów miejskich. Również podczas insurekcji kościuszkowskiej Żydzi aktywnie wspierali polski wysiłek, szczególnie miał się tutaj zasłużyć Jakub Natan (Nagrobek żyjącego 105 lat Natana jest najstarszy z zachowanych na cmentarzu przy ulicy Podzamcze, co charakterystyczne na macewie umieszczony jest orzeł Rzeczypospolitej). Do kahału będzińskiego do 1724 r. należeli również Żydzi bytomscy (do zerwania doszło na skutek odmowy pochowania na cmentarzu w Będzinie, złoczyńców z Bytomia), a do 1747 Żydzi mysłowiccy.

### Okres zaborów
Rozbiory Polski przyniosły Żydom utratę wszystkich przywilejów nadanych im w ciągu wieku przez królów polskich. Rozwój Żydów dodatkowo zahamowały ustawy rosyjskie z 1821 i 1851 r. zakazujące zamieszkiwanie przez nich terenów przygranicznych. Na szczęście dla Izraelitów przepisy te jednak nie były zbyt rygorystycznie przestrzegane i dzięki temu był możliwy stały wzrost liczby ludności żydowskiej. Żydzi na stałe wkomponowali się w życie kulturalne i gospodarcze miasta. (Ich własnością było ponad 60% sklepów, byli też udziałowcami licznych zakładów przemysłowych).

### II Rzeczpospolita
Po zakończeniu I wojny światowej w celu zneutralizowania żywiołu żydowskiego w mieście do Będzina przyłączono osiedla robotnicze: Warpie i Ksawerę (1923 rok), dzięki czemu liczba ludności wyznania mojżeszowego spadła z 75% (w 1910 roku), do 45% (w 1923 r., wpływ tutaj miały też liczne wyjazdy Żydów z Zagłębia w okresie I wojny światowej).

### Holocaust
Zagładę społeczności żydowskiej w mieście przyniosła II wojna światowa. Już w nocy z 8 na 9 września 1939 r. Niemcy zorganizowali dużą prowokację podpalając będzińską synagogę i domy żydowskie (o ten czyn władze niemieckie oskarżyły później 42 Polaków, których aresztowano i rozstrzelano po wymuszonych zeznaniach). Podczas pożaru zginęło kilkudziesięciu próbujących ratować życie i dobytek Żydów, do których strzelały oddziały niemieckie. Ofiar byłoby z pewnością więcej, gdyby nie odwaga proboszcza kościoła Świętej Trójcy Mieczysława Zawadzkiego (zm. 1975), który z narażeniem życia ofiarował schronienie uciekającym Żydom. (Za ten czyn został pośmiertnie uhonorowany medalem „Sprawiedliwy wśród Narodów Świata”). Następnie Żydom stopniowo zostały odebrane wszystkie nieruchomości, sklepy i zakłady rzemieślnicze. Żydów wysiedlono z centrum miasta i stłoczono w dużym getcie umiejscowionym na będzińskim Warpiu i sosnowieckiej Środuli. W celu ułatwienia kontroli powołano Centralę gmin Żydowskich, na czele której stanął Mojżesz Merin. (Była to postać dość kontrowersyjna, gdyż wyznawał on zasadę, że tylko współpraca z Niemcami daje jakąś szansę przetrwania. Organizował więc agitacje i sporządzał listy osób mających wyjechać na roboty do Niemiec. Ludność Żydowska broniła się przed tym, jak mogła. Praktyka wykazała jednak, że jeśli, któryś z Żydów przeżył zawieruchę wojenną to byli to głównie ci co wyjechali stosunkowo wcześnie na roboty). Pierwsze masowe wywózki do obozu koncentracyjnego w Oświęcimiu nastąpiły już w 1941 r. Początkowo dotyczyło to osób biednych i bezrobotnych, później przybrało bardziej zorganizowane formy. W 1942 w getcie będzińsko-sosnowieckim zamieszkiwało jeszcze ok. 15 000 Żydów. W 1943 zapadła ostateczna decyzja likwidacji getta. W czerwcu tegoż roku w transporcie do Oświęcimia zginęło całe kierownictwo Gminy Żydowskiej. Do ostatecznej likwidacji doszło latem 1943 r., kiedy to ostatnich Żydów wywieziono do obozu. Wobec wkraczających do getta oddziałów niemieckich Żydowska Organizacja Bojowa spróbowała oporu, oczywiście z góry skazanego na klęskę (w bunkrze przy ulicy Podsiadły). Tylko ok. 30 osobom udało się przedrzeć z getta i następnie uciec na Węgry i Słowację. Wojnę przeżyło tylko kilkuset Żydów będzińskich.

### Stan ludnościowy będzińskich Żydów
- 1787 – 250 mieszkańców
- 1827 – 527 mieszkańców
- 1835 – 1200 mieszkańców
- 1852 – 2231 mieszkańców
- 1880 – 3800 mieszkańców
- 1910 – ok. 37 000 mieszkańców
- 1918 – ok. 15 000 mieszkańców
- 1939 – ok. 25 000 mieszkańców

## Przynależność państwowa
Od uzyskania praw miejskich Będzin znajdował się pod panowaniem następujących państw:
- 1358-1386 –  Królestwo Polskie
- 1386–1569 –  Korona Królestwa Polskiego
- 1569-1795 –  Rzeczpospolita Obojga Narodów,  Korona Królestwa Polskiego
- 1795-1807 –  Królestwo Prus
- 1807–1815 –  Księstwo Warszawskie (protektorat  Cesarstwa Francuskiego)
- 1815-1831 –  Imperium Rosyjskie,  Królestwo Polskie
- 1831-1915 –  Imperium Rosyjskie,  Królestwo Polskie
- 1915-1918 –  Rzesza Niemiecka,  Królestwo Polskie (okupacja wojenna)
- 1918–1919 –  Republika Polska
- 1919–1939 –  Rzeczpospolita Polska
- 1939–1945 –  Rzesza Wielkoniemiecka (okupacja wojenna)
- 1945-1952 –  Rzeczpospolita Polska
- 1952-1989 –  Polska Rzeczpospolita Ludowa
- od 1989 –  Rzeczpospolita Polska

## Galeria

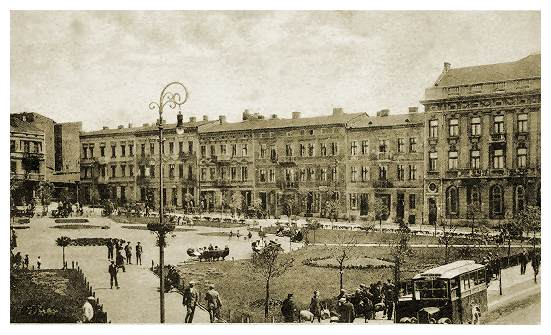
Nowy Rynek (plac 3 maja) u zbiegu ulic Małachowskiego i Sączewskiego w Będzinie (stan okres międzywojenny)
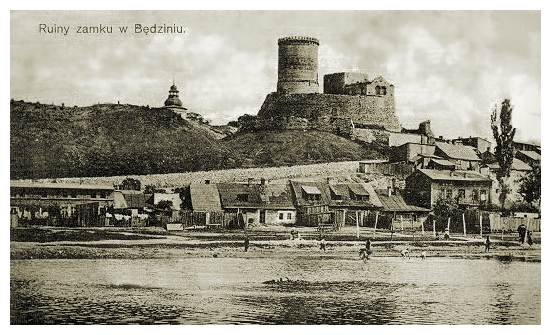
Zamek w Będzinie – widok od strony Czarnej Przemszy
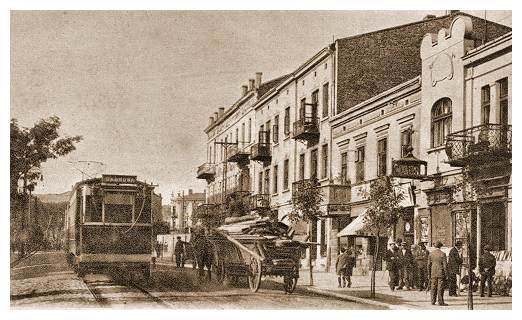
Ulica Małachowskiego (stan okres międzywojenny)
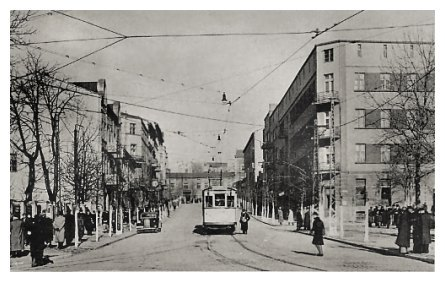
Ulica Małachowskiego w Będzinie (stan okres międzywojenny)